# Нова Зеландія
Нова́ Зела́ндія (англ. New Zealand, маор. Aotearoa) — суверенна острівна держава у південно-західній частині Тихого океану. Розташована на двох великих островах: Північний (маор. Te Ika-a-Māui) і Південний (маор. Te Waipounamu) та близько 600 прилеглих дрібніших островів. Столиця країни — місто Веллінгтон, найбільше місто — Окленд. Населення Нової Зеландії становить близько 5,395,410 осіб (станом на серпень 2024 року). Держава побудована на принципах конституційної монархії й парламентської демократії і належить до розвинених країн світу. На чолі держави стоїть король Нової Зеландії — Чарльз (Карл) III.
У IX—XIII століття острови було заселено вихідцями з Полінезії, європейські дослідники відкрили острови 1642 року. Активне освоєння земель Великою Британією почалося з 1762 року. Однією з основних особливостей Нової Зеландії є географічна ізольованість. Найближчими сусідами країни є — на захід Австралія, відокремлена Тасмановим морем (найкоротша відстань — близько 1700 км); на північ острівні території — Нової Каледонії (близько 1400 км), Тонга (близько 1800 км) та Фіджі (близько 1900 км).
Королівство Нової Зеландії включає в себе незалежні в державному управлінні, але вільно асоційовані з Новою Зеландією острівні держави Острови Кука, Ніуе, а також несамоврядну територію Токелау й антарктичну Територію Росса.
Нова Зеландія є членом Організації Об'єднаних Націй, Співдружності Націй, Тихоокеанського пакту безпеки, Організації економічного співробітництва та розвитку, Асоціації держав Південно-Східної Азії, Азійсько-Тихоокеанського економічного співробітництва, Секретаріату Тихоокеанської спільноти та Форуму Тихоокеанських островів.

## Походження назви

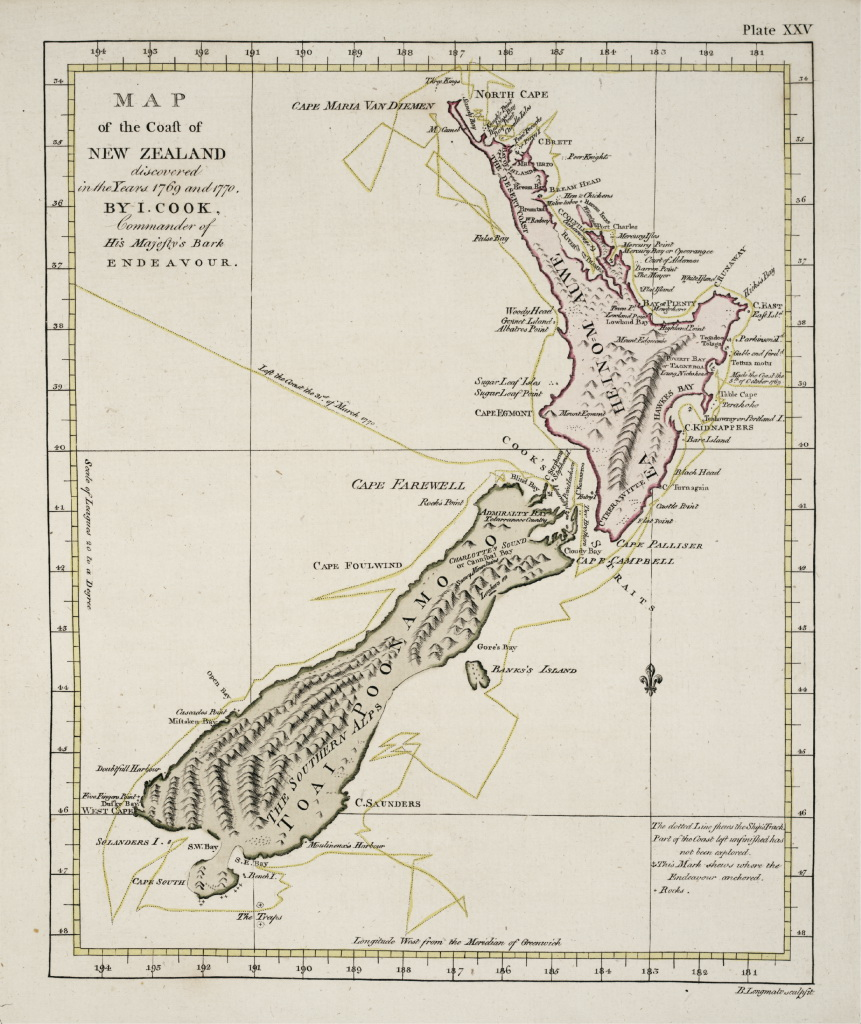
Перша карта Нової Зеландії, складена Джеймсом Куком.

Назва, що дали країні маорі до появи тут перших європейців, не збереглася, але відомо, що острів Північний маорі іменували Те Іка-а-Ма́уї (маор. Te Ika-a-Māui), що можна перекласти як «риба, що належить Ма́уї». Мауї — напівбог в легендах маорі, що зловив у океані величезну рибу, яка перетворилася після цього на острів. Острів Південний мав дві поширені назви: Те Ва́і Пау́наму (маор. Te Wai Pounamu) та Те Ва́ка-а-Ма́уї (маор. Te Waka a Māui). Першу назву можна перекласти як «нефритова вода», а друга як «човен, що належить Мауї», вже згаданому вище напівбогу легенд маорі. До початку XX століття острів Північний часто називався місцевими жителями Аотеаро́а (Aotearoaⓘ), що може бути перекладено, як «країна довгої білої хмари» (ao = хмара, tea = білий, roa = довгий), і пізніше саме ця назва стала загальноприйнятою назвою в мові маорі для всієї країни.
Перший європейський мореплавець, який побував біля берегів цієї країни, голландець Абель Тасман, назвав її «Staten Landt». Саме ця назва була трансформованою голландськими картографами в латинське Nova Zeelandia на честь однієї з провінцій Нідерландів — Зеландія (нід. Zeeland) і в голландську назву Nieuw Zeeland. Пізніше британський мореплавець Джеймс Кук вживав англійську версію цієї назви, New Zealand, у своїх записах, і саме вона стала офіційною назвою країни. Українська назва, Нова Зеландія, є точним перекладом історично сформованого імені.

## Історія

### Полінезійський період

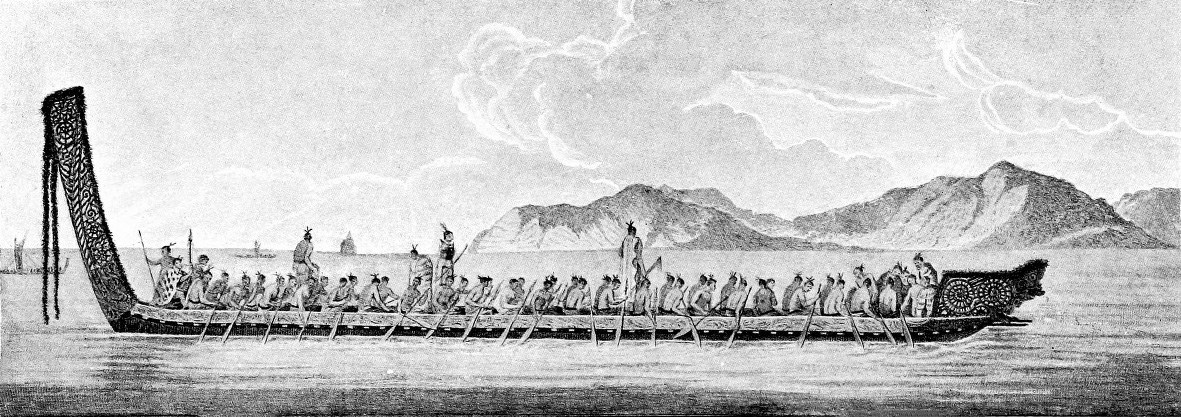
Військові човни маорі. За переказами саме такі човни використовували перші переселенці з Полінезії. Малюнок XIX століття.

Відкривачами Нової Зеландії слід вважати вихідців зі Східної Полінезії, що почали освоєння цих островів імовірно в IX—XIII століттях. Кілька хвиль переселень і послідовний розвиток на нових територіях створили дві багато в чому схожі культури й народи, які самостійно розвивалися і мали самоназви маорі (маор. Māori) та моріорі (маор. Moriori). Моріорі компактно мешкали на островах архіпелагу Чатем, а маорі заселяли Північний і Південний острови.
У маорі досі збереглися легенди про полінезійського мореплавця Ку́пе (маор. Kupe), що здійснив першу подорож до цих островів на легкому катамарані в середині X століття. Він першим зійшов на ці береги, які на той час були безлюдними. Відповідно до цих легенд, кілька поколінь по тому великий флот з океанських каное залишив ці острови, щоб колонізувати нові землі. Існування самого Купе й флоту колонізаторів заперечується деякими дослідниками, але археологічні знахідки підтверджують історію полінезійського освоєння.
Перших європейців, що потрапили на ці землі, зустрічали саме маорі.
Див. також: Корінне населення, Мова маорі та Традиційне мистецтво маорі.

### Європейський період

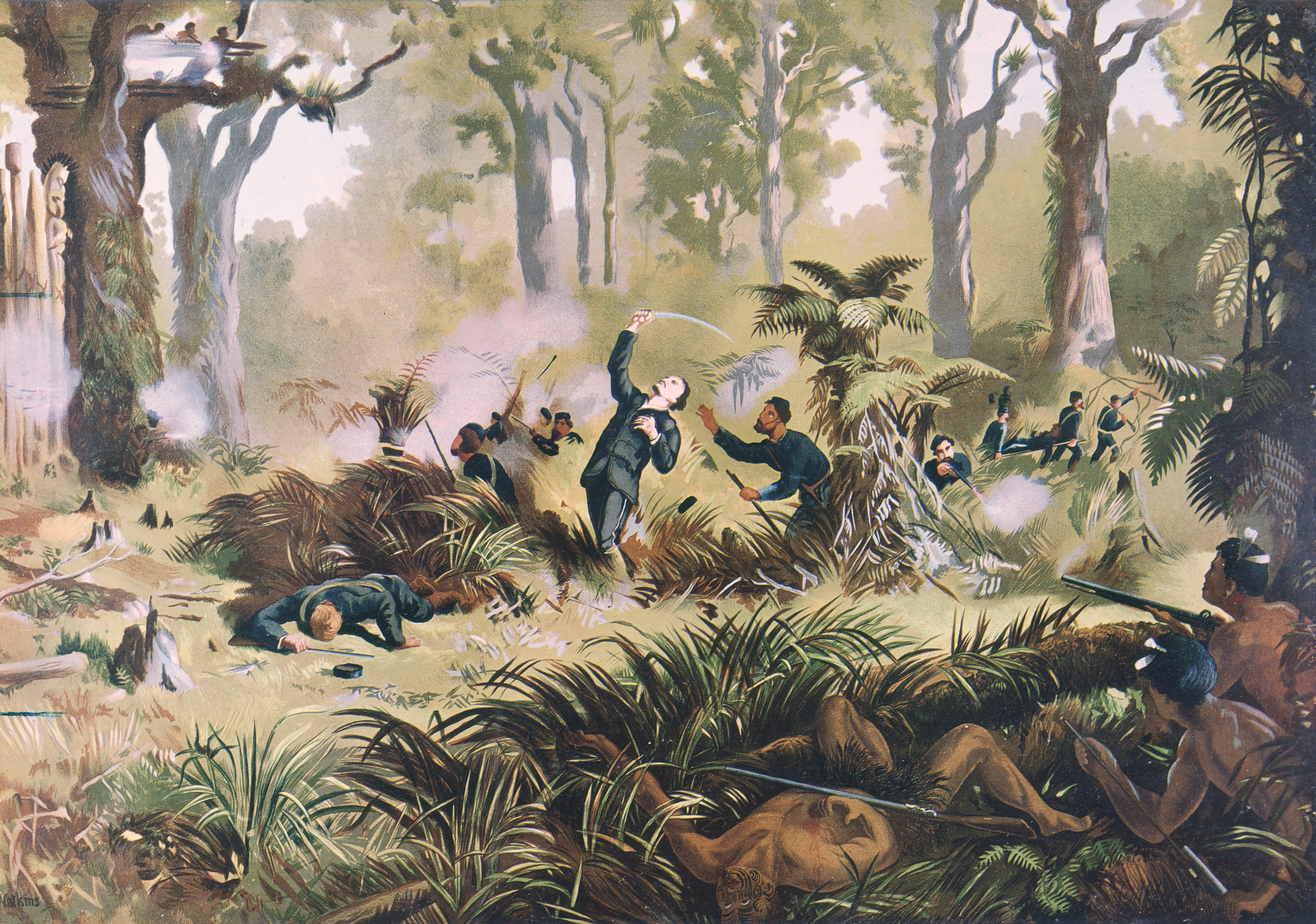
Новозеландські земельні війни. Малюнок, 1868 рік.

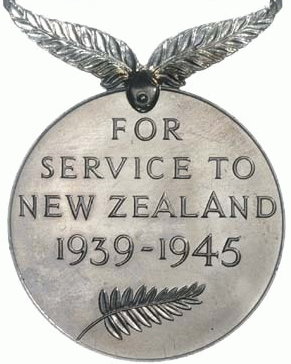
Медаль — За службу Новій Зеландії в 1939—1945 роках

Голландський мандрівник Абель Тасман (нід. Abel Janszoon Tasman) був першим європейцем, який побачив береги Нової Зеландії 1642 року.
Британський мореплавець капітан Джеймс Кук (англ. James Cook) відвідав і обстежив острови в 1768 році. Саме ця подорож поклала початок періоду активного освоєння островів європейцями, першими з яких стали китобої, місіонери й торговці, що облаштовували свої невеликі та нечисленні поселення в переважно вздовж берегової лінії.
1840 року, у зв'язку зі зростанням інтересу Франції до колонізації Нової Зеландії, Велика Британія призначає свого першого лейтенант-губернатора в країні. Ним став Вільям Гобсон (англ. William Hobson). 6 лютого того ж року за його участі був укладений договір, що дістав назву за місцем його підписання — Договір Вайтангі. Попри те, що англійська версія договору та його переклад на мову маорі разюче відрізнялися один від одного і припускали значні різночитання, він став основою створення нової держави і його дотримуються досі. Відповідно до договору, Нова Зеландія переходила у володіння британської монархії, але при цьому для маорі гарантувалося дотримання всіх їхніх прав, включаючи майнові.
Договір став базою для створення умов, що сприяли співпраці та розвитку відносин між європейськими поселенцями та племенами маорі. Водночас розвиток торгівлі, поліпшення умов життя і доступність придбання вогнепальної зброї для маорі підвищили увагу до земельних суперечок (війн) (англ. New Zealand Land Wars), у результаті яких маорі втратили більшу частину своїх земель.
Наступним за Гобсоном губернатором Нової Зеландії став Роберт Фіцрой, протести проти стилю управління якого привели до його відставки (18 листопада 1845).
Сепаратистські тенденції серед маорі тривали до самого початку XX століття, але завдяки грамотній політиці новозеландської влади, і не в останню чергу — зусиллям прем'єр-міністра Р. Седдона й політика-маорі Дж. Керролла, сепаратистський рух втратив підтримку. Припиненням активного сепаратизму умовно вважається дата розпуску Парламенту маорі 1902 року.
У середині 1850-х років Нова Зеландія здобула права обмеженого самоврядування, а до кінця 90-х років того ж століття фактично стала незалежною державою. 1893 року Нова Зеландія стала першою країною у світі, яка надала рівні виборчі права жінкам.
1901 року Нова Зеландія відмовилася від можливого приєднання до Австралійського Союзу, а 1907 року, слідом за Канадою й Австралією була проголошена самостійним домініоном. Попри те, що протягом тривалого часу, як і всі домініони Британської Імперії, країна мала незалежне управління, розвинену економіку, власну внутрішню й зовнішню політику, формально вона стала цілком самостійною державою лише 1947 року. 25 листопада 1947 року було ухвалено Закон про ухвалення Вестмінстерського Статуту (Statute of Westminster Adoption Act 1947). Саме тоді країна формально погодилася на запропоновану Великою Британією відповідно до Вестмінстерського Статуту 1931 року (Statute of Westminster 1931) повну самостійність. Процес закріплення самостійності держави завершився лише 1986 року, коли в результаті конституційної кризи було ухвалено Конституційний Акт 1986 року (Constitution Act 1986).
Нова Зеландія брала активну участь у Першій світовій війні. У період 1914—1918 років близько 103 000 новозеландців входили до складу бойових підрозділів новозеландської й британської армії (з них близько 3000 становили маорі й представники інших тихоокеанських народів). Багато жінок попрямували на європейський фронт як медичні сестри. 16 697 новозеландців загинули в боях, а ще 41 317 дістали поранення. Під час бойових дій Нова Зеландія окупувала Німецьке Самоа (пізніше Західне Самоа і нині Самоа), і аж до здобуття незалежності 1962 року ці острови перебували під управлінням Нової Зеландії.
Однією з перших, вже 3 вересня 1939 року, Нова Зеландія оголосила про свій вступ у Другу світову війну. Сформований у перші дні війни 2-й новозеландський експедиційний корпус дістав бойове хрещення вже у лютому 1940 року в Єгипті і до кінця війни входив до складу 8-ї армії Великої Британії. Близько 140 000 новозеландців взяли безпосередню участь у боях в Європі, у Північній Африці, на Близькому Сході й на Тихому океані, а ще близько 100 000 осіб служили в складі підрозділів національної оборони на території країни. Частини новозеландської армії брали участь в окупації Японії, а авіаційні підрозділи брали участь в авіамості з постачання Західного Берліна під час його блокади радянськими військами у 1948—1949 роках.

### Сучасна історія

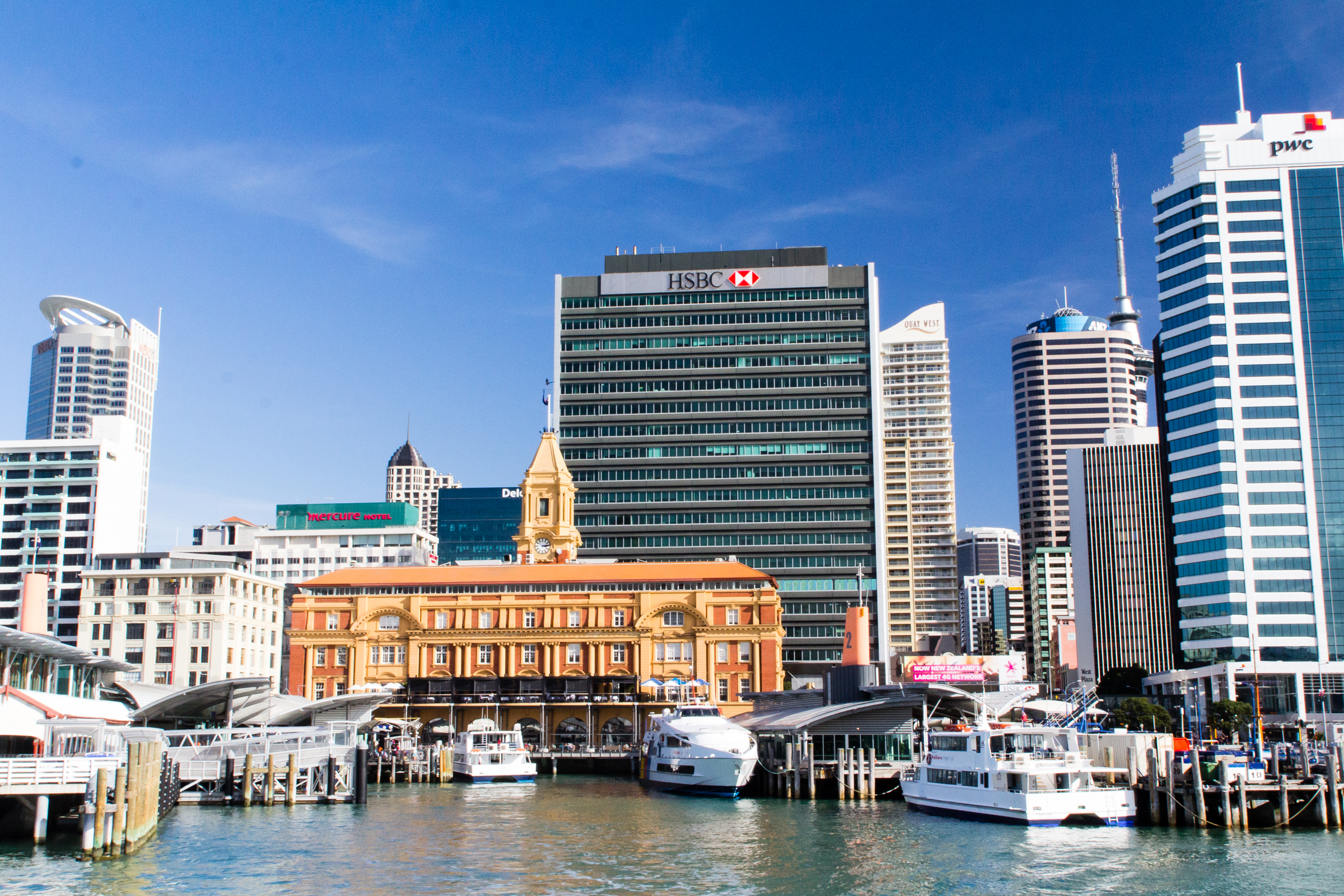
Набережна центральної частини Окленда.

Розвиток світу в повоєнні роки хоча й зберіг традиційно дружні відносини Нової Зеландії з Великою Британією, тим не менш призвів до того, що США стали основним економічним, політичним і військовим партнером. Відображенням нових реалій світового устрою стало створення у 1951 році Тихоокеанського пакту безпеки (АНЗЮС), до якого увійшли Нова Зеландія, Австралія і США. Первинним завданням цього пакту стала координація співпраці з безпеки в Тихому океані, а пізніше сфера його діяльності розширилася й на Індійський океан.
1954 року Нова Зеландія спільно з Австралією, Францією, Пакистаном, Філіппінами, Таїландом, Великою Британією і США увійшла до Організації договору Південно-Східної Азії (СЕАТО), основним завданням якої стала протидія військовому впливу СРСР і країн соціалістичного табору в Південно-Східній Азії.
Маючи унікальне регіональне й економічне становище в Тихоокеанському регіоні, 1984 року Нова Зеландія кардинально змінила свою військову доктрину, участь в оборонних ініціативах і свою військову політику. Враховуючи потенційну небезпеку, Нова Зеландія ввела заборону на перебування у своїх територіальних водах кораблів з ядерним озброєнням і ядерними енергетичними установками. Оскільки таке рішення, перш за все, відбивалося на військово-морському флоті США, то у 1986 США оголосили про відмову від зобов'язань щодо забезпечення безпеки Нової Зеландії. Протягом усіх наступних років це питання продовжує впливати на новозеландсько-американські відносини, але в той же час Нова Зеландія і США продовжують зберігати міцні партнерські відносини.
Продовження активної участі Нової Зеландії у розвитку антиядерної політики в регіоні та заклик до введення заборони на здійснення Францією ядерних випробувань на атолі Муруроа й у цілому на Тихому океані, послужили причиною підриву агентами зовнішньої розвідки Франції в липні 1985 році в порту Окленда судна Rainbow Warrior, що належало організації Ґрінпіс.
1987 року Нова Зеландія вперше у світі законодавчо проголосила свою територію без'ядерною зоною.
Сьогодні Нова Зеландія продовжує розвиватися як незалежна демократична країна та активний учасник міжнародних економічних і політичних відносин, приділяючи особливу увагу розвитку і зміцненню взаємин серед країн Тихоокеансько-Азійського регіону.

## Державно-політичний устрій

### Принципи державного устрою

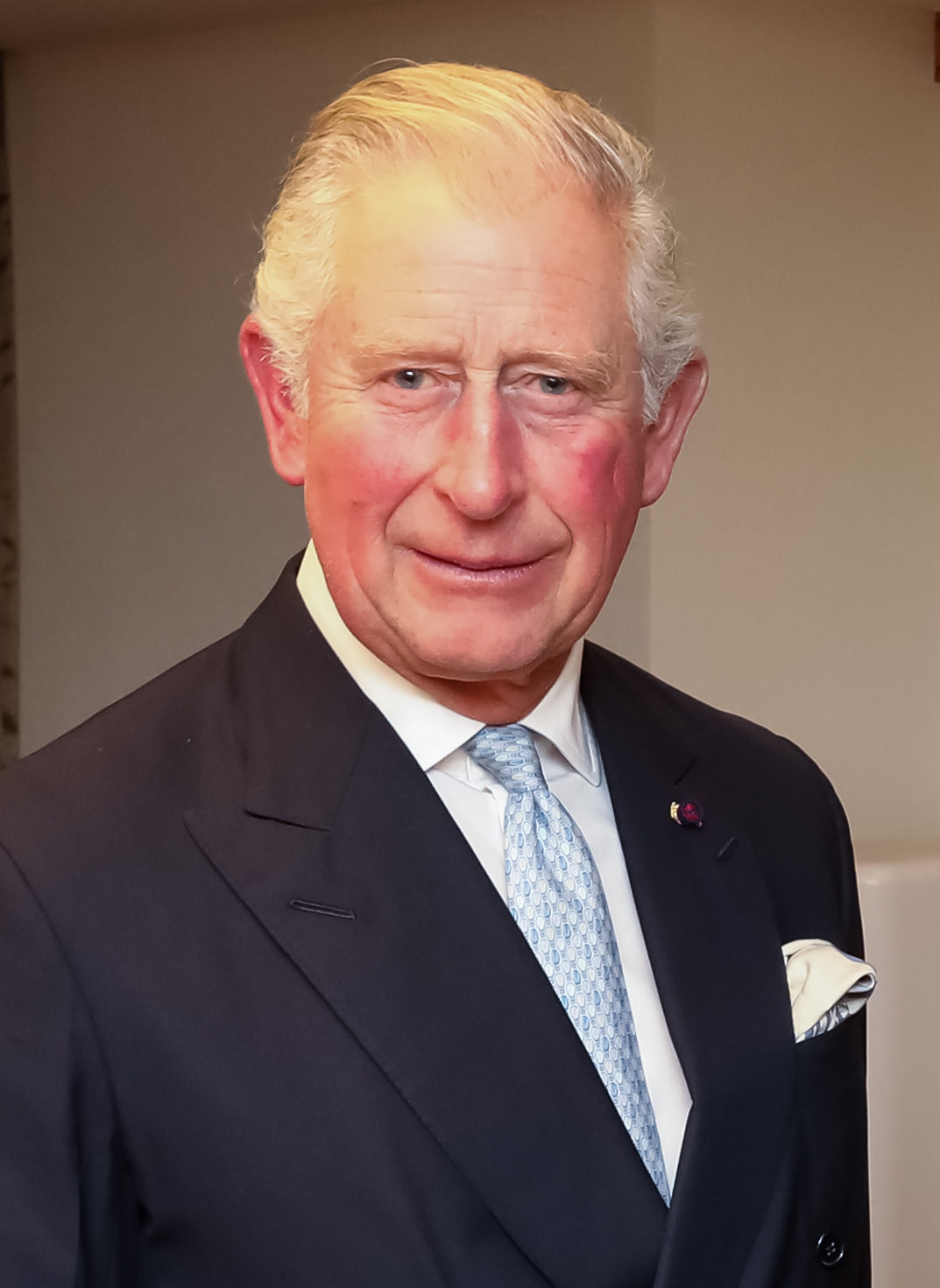
Чарлз III, король Нової Зеландії.

Нова Зеландія є унітарною державою, заснованою на принципах конституційної монархії й парламентської демократії. В основу системи державного устрою покладено принцип Вестмінстерської моделі парламентаризму.
Нова Зеландія спільно з Токелау, антарктичною територією Росса і вільно асоційованими державами Острови Кука та Ніуе становлять Королівство Нової Зеландії.
У Новій Зеландії немає кодифікованої конституції, однак існує низка конституційних указів, перший з яких було ухвалено 1846 року, а останній — 1986 року. Усі вони, а також конституційні звичаї і низка інших законодавчих актів та положень, формулюють основні принципи державного устрою. Деяка кількість актів британського законодавства історично увійшли в конституційну базу Нової Зеландії. Одними з найважливіших серед них є Білль про права 1689 року і Конституційний указ 1852 року. У політичному житті країни було зроблено декілька спроб запровадження єдиної конституції країни (остання з них, 1986 року, не здобула підтримки).
На відміну від сусідньої Австралії, у Новій Зеландії не відбувалися національні референдуми з питання переходу до республіканської форми правління, а обговорення обмежуються політичними дебатами й усі сторони дотримуються політики необхідності подальших обговорень. Дві основні партії країни мають протилежні думки з цього питання — лейбористи визнають можливість проголошення республіки, у той час як Національна партія виступає за збереження чинного статусу країни.

### Вищі органи державної влади

#### Глава держави
Главою держави є монарх Нової Зеландії. З 8 вересня 2022 року на престолі знаходиться король Чарлз III (Charles III, King of the United Kingdom).  Статус монарха визначено конституційним принципом «царює, але не керує» (reign but not rule), і монарх не має істотного політичного впливу, зберігаючи політичний нейтралітет. Тим не менше, деякі функції законодавчо закріплено за монархом і може бути виконано лише ним. Серед найважливіших повноважень — призначення генерал-губернатора й підписання Указу про таке призначення; оголошення скликання або розпуску Парламенту країни. Нова Зеландія, спільно з низкою інших країн-учасниць Співдружності Націй, втілює принцип поділу монарха, закладений в Декларації Бальфура 1926 року.

#### Генерал-губернатор

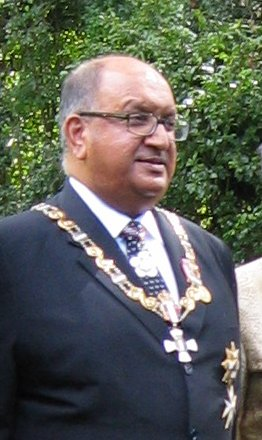
Ананд Сатьянанда, генерал-губернатор Нової Зеландії.

Інтереси монарха на території країни представляє генерал-губернатор (офіційний титул — генерал-губернатор і верховний головнокомандувач у Новій Зеландії, Governor-General and Commander-in-Chief in and over New Zealand), призначається монархом за рекомендацією прем'єр-міністра, як правило, строком на п'ять років. Присягу генерал-губернатора приймає верховний суддя Нової Зеландії. Основним обов'язком генерал-губернатора є представлення інтересів монарха, і функції його обмежені роллю гаранта конституційних прав, церемоніальними обов'язками й громадською активністю. Як гарант конституційних прав генерал-губернатор забезпечує легітимність і послідовність у роботі уряду країни та виконує ряд формальних законодавчих дій, скоєних за рекомендацією прем'єр-міністра, і королівських прерогатив, як, наприклад, розпуск парламенту перед черговими виборами або призначення прем'єр-міністра. Для виконання своїх церемоніальних функцій генерал-губернатор присутній на церемонії відкриття засідань нової сесії парламенту, отримує вірчі грамоти новопризначених послів інших держав у Новій Зеландії, очолює прийоми глав держав і урядів інших країн у Новій Зеландії. Генерал-губернатор і його дружина беруть участь у роботі піклувальних рад багатьох благодійних товариств і беруть участь у цивільних церемоніях. З 1967 року на посаду генерал-губернатора призначаються тільки громадяни Нової Зеландії.
З серпня 2006 року пост генерал-губернатора Нової Зеландії посідає Ананд Сатьянанд (Anand Satyanand).

#### Парламент
Парламент Нової Зеландії складається з монарха країни (якого в щоденній діяльності представляє генерал-губернатор) і однопалатної Палати представників. Парламент є вищим органом законодавчої влади країни. Роль монарха у роботі Парламенту визначається функціями скликання і розпуску самого Парламенту та покладанням королівських санкцій на законодавчі акти, прийняті Палатою представників. Перший парламент країни був сформований у 1852 році. Адміністративне управління засіданнями парламенту здійснює його спікер.

#### Палата представників
Палата представників Нової Зеландії (New Zealand House of Representatives) складається зі 120 членів. Члени Палати представників обираються раз на три роки під час загальних національних виборів, що відбуваються на принципах пропорційної виборчої системи. З-поміж своїх членів Палата представників обирає членів Кабінету міністрів і прем'єр-міністра країни. З 1951 року Палата представників є єдиною палатою Парламенту країни. Після прийняття у 1947 році Вестмінстерського статуту Палата представників стала вищим виборним законодавчим органом країни. Ґрунтуючись на історичній традиції, Палата представників Нової Зеландії у своїй структурі та організації будувалася на принципах Вестмінстерської моделі парламентаризму. Істотні зміни в такій моделі почали відбуватися лише в 50-х роках XX століття — у 1951 році була скасована вища Законодавча Рада, і Парламент став однопалатним; змінилася процедура роботи Палати; підвищилися роль і значення роботи спікера.

#### Голова уряду

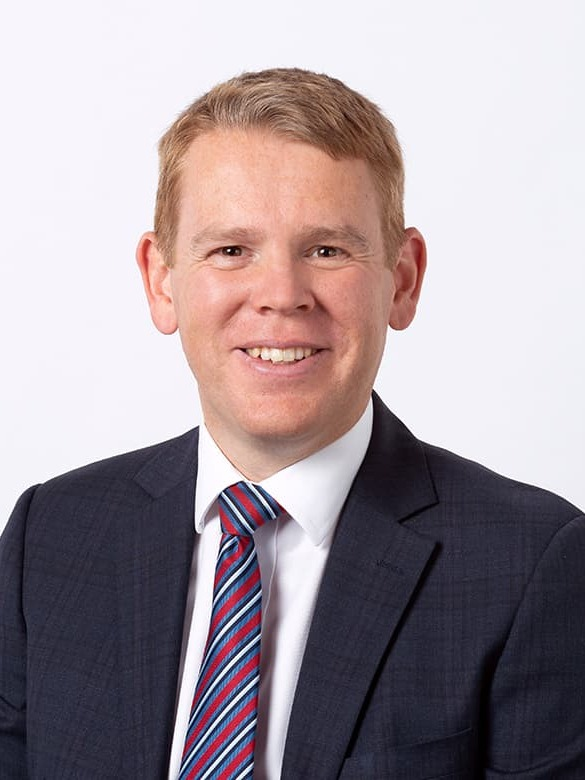
Кріс Гіпкінс, прем'єр-міністр Нової Зеландії

Главою уряду Нової Зеландії є прем'єр-міністр. Прем'єр-міністром країни стає лідер партійної фракції, що здобула більшість (зокрема, й коаліційну більшість) у виборах членів Палати представників. Прем'єр-міністр призначається на свою посаду генерал-губернатором.
Як і в багатьох інших положеннях, що визначають роль тих чи інших державних діячів Нової Зеландії, обов'язки прем'єр-міністра країни не мають законодавчого опису і багато в чому визначаються конституційними звичаями. Його стан у середовищі інших членів Палати представників визначається принципом «Перший серед рівних» і, посідаючи вищу адміністративну посаду, прем'єр-міністр, тим не менш, зобов'язаний дотримуватися рішень Кабінету міністрів. Серед основних прав та обов'язків прем'єр-міністра Нової Зеландії можна назвати:
- Право визначати порядок засідань Палати представників
- Право представляти генерал-губернатору кандидатів для призначення та звільнення з посад міністрів
- Право призначати й знімати з посади заступника прем'єр-міністра
- Право просити Короля генерал-губернатора запропонувати дату нових виборів до Парламенту
- Право рекомендувати монарху кандидата на посаду генерал-губернатора

З 2016 року прем'єр-міністром Нової Зеландії був Білл Інгліш, лідер Національної партії.
25 січня 2023 року 41-им прем'єр-міністром Нової Зеландії став Кріс Гіпкінс.

#### Кабінет міністрів
Кабінет міністрів є виконавчим органом Палати представників і вищим органом виконавчої влади країни. Главою кабінету міністрів є прем'єр-міністр. Всі члени Кабінету міністрів є одночасно членами Виконавчої ради. Члени Кабінету міністрів призначаються з-поміж членів Палати представників і є міністрами уряду (англ. Cabinet ministers) Нової Зеландії, хоча в деяких випадках міністр уряду може не бути членом Кабінету міністрів. У своїй роботі Кабінет міністрів підрозділяється на галузеві комітети, що готують проєкти рішень, що виносяться після цього на остаточне обговорення Комітетом. Рішення комітету міністрів приймаються простою більшістю голосів.

#### Виконавча рада
Виконавча рада — консультативний орган при генерал-губернаторі. Членом Виконавчої ради може бути тільки член Парламенту. Члени Виконавчої ради є королівськими міністрами (англ. Ministers of the Crown). Рішення Виконавчої ради, як правило, представляються безпосередньо самим генерал-губернатором (хоча генерал-губернатор і не є членом Ради), і формуються на основі політики, яка визначається Кабінетом міністрів.

### Судова система

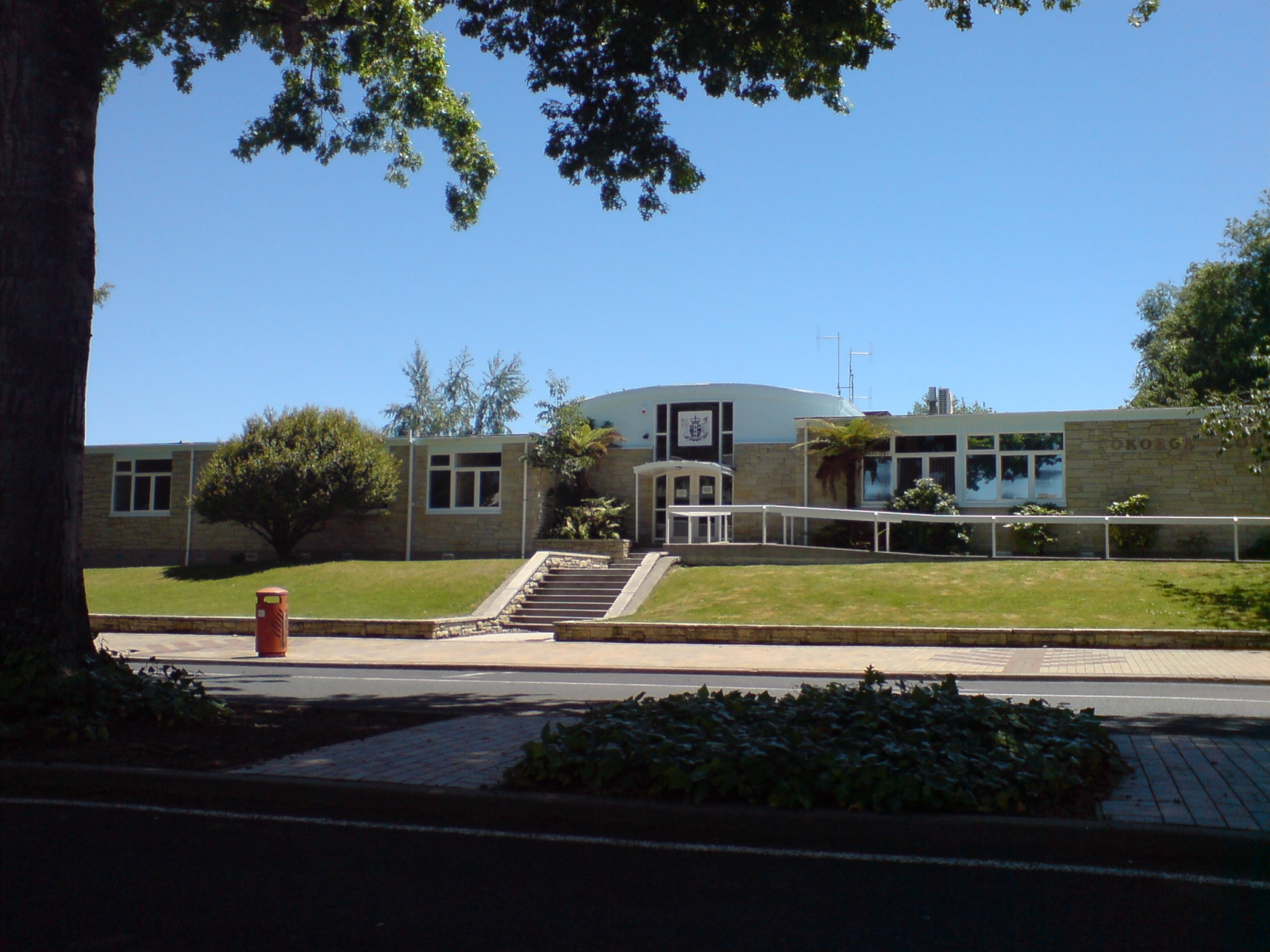
Будівля суду, місто Токороа.

В основі юридично-правової системи Нової Зеландії лежить загальне право. Головним судовим органом Нової Зеландії є Верховний суд Нової Зеландії (Supreme Court of New Zealand), який був утворений у 2004 році. Його створення поклало кінець історичній практиці визнання Юридичного комітету таємної ради Великої Британії (Judicial Committee of the Privy Council) найвищим судовим органом Нової Зеландії. В основу судової влади країни, крім цього, входить Високий суд Нової Зеландії (High Court of New Zealand), який займається особливо тяжкими кримінальними та цивільними справами, і Апеляційний суд Нової Зеландії (Court of Appeal of New Zealand).
Крім цього, у Новій Зеландії діють 66 районних судів (District Court), що розглядають в основному кримінальні та цивільні справи середньої тяжкості, хоча відповідно до законодавства їм віддано право розгляду і ряду важких звинувачень, до яких відносяться збройні пограбування і зґвалтування.
Також у країні діє система спеціалізованих судових інститутів — Сімейний суд (Family Court), Молодіжний суд (Youth Court), Природоохоронний суд (Environment Court), Суд з питань трудового права (Employment Court) та ряд інших.
Головою Судової системи є Король.

### Внутрішня політика

#### Виборча система

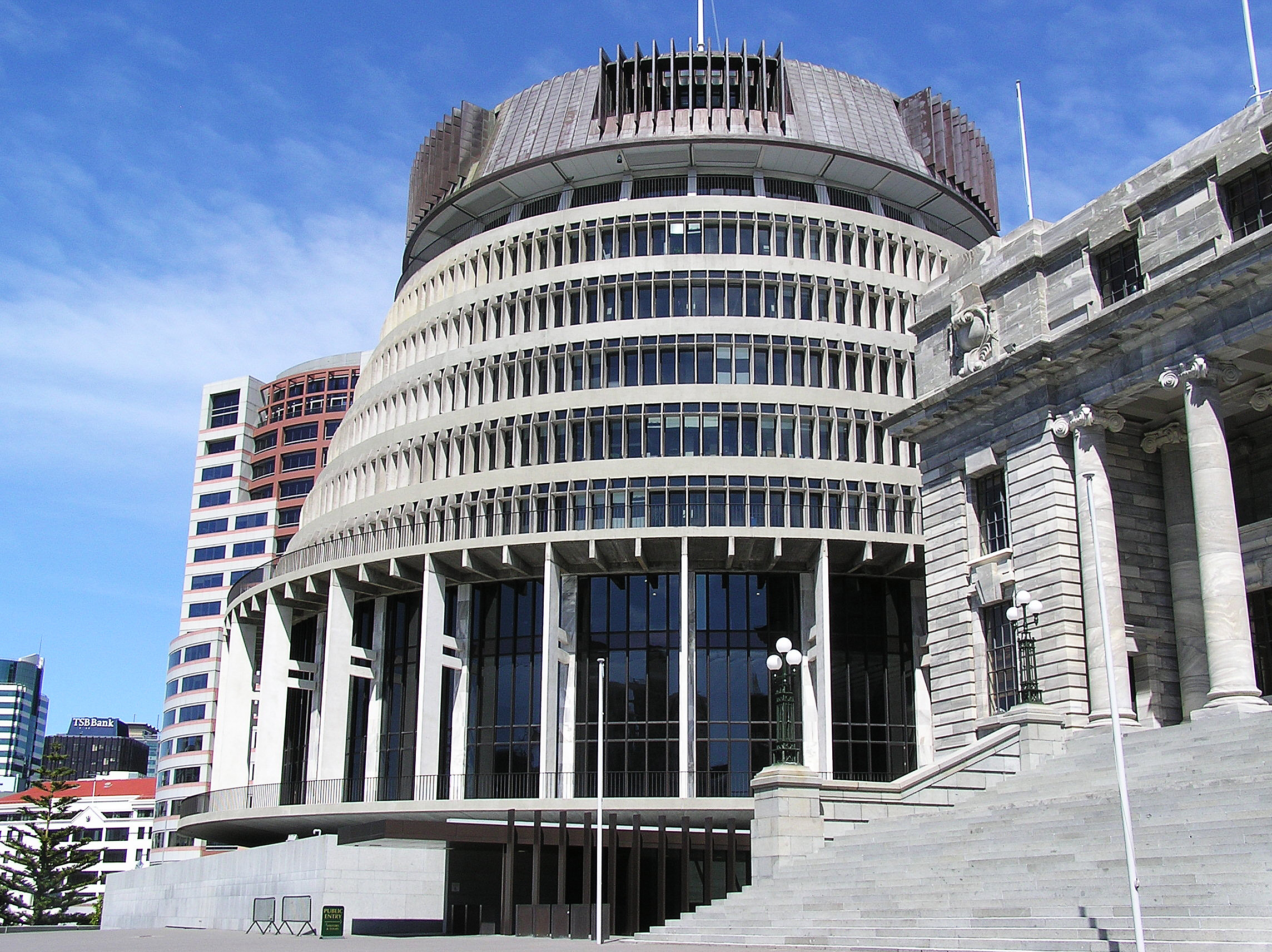
Комплекс урядових будівель у Веллінгтоні.

З 1996 року в Новій Зеландії застосовується виборча система, що являє собою одну з форм змішаного мажоритарно-пропорційного представництва (Mixed Member Proportional або MMP). Кожен виборець має два голоси — один для обрання депутата Палати Представників за своїм територіальним округом (electorate vote) і один для голосування за партійними списками (party vote). Ці два голоси кожен виборець може віддати різним партіям. Для того, щоб мати представництво в Палаті Представників, кожна партія повинна набрати не менше 5 % голосів виборців. Перша частина депутатів Палати формується за рахунок тих, що перемогли простою більшістю голосів за територіальними округами. Друга частина формується політичними партіями відповідно до результатів виборів за партійними списками на місця в Палаті, що залишилися. Така система практично позбавляє будь-яку одну партію можливості зайняти всі місця в Палаті та робить важливим питання партійних коаліцій, які часто оголошуються ще до проведення виборів.
Крім загальної системи голосування частина місць у Палаті резервується для представників маорі, вибори на ці місця проходять в ході загальних виборів, але за окремими списками. Кількість місць маорі може змінюватись, за станом на 2008 рік таких місць було сім.
Кожен громадянин Нової Зеландії, який досяг 18 років, має право висувати свою кандидатуру на виборах до Палати Представників. Кожен громадянин Нової Зеландії та її постійний мешканець (Permanent Resident) має право брати участь у виборах. Вибори відбуваються раз на три роки.

#### Основні політичні партії
Станом на 2008 рік у Новій Зеландії зареєстровано 20 політичних партій, 10 з них представлено в Парламенті країни. Крім цього в країні працює ще близько 15 незареєстрованих політичних партій. Найбільшими партіями країни вважають лівоцентристську Лейбористську партію і правоцентристську Національну партію.
З представництва в парламенті найвпливовішими партіями є:
- Лейбористська партія (The Labour Party of New Zealand)[12]
- Національна партія (National Party)[13]
- Прогресивна партія (Progressive Party)[14]
- Нова Зеландія перш за все (New Zealand First)[15]
- Об'єднане майбутнє Нової Зеландії (United Future New Zealand)[16]
- Партія зелених Нової Зеландії (Green Party of Aotearoa New Zealand)[17]

Ліберальна партія (Liberal Party), офіційно сформована у 1891 році і припинила своє існування в 1927 році, стала першою політичною партією, сформованою в країні.

### Міжнародне становище і зовнішня політика

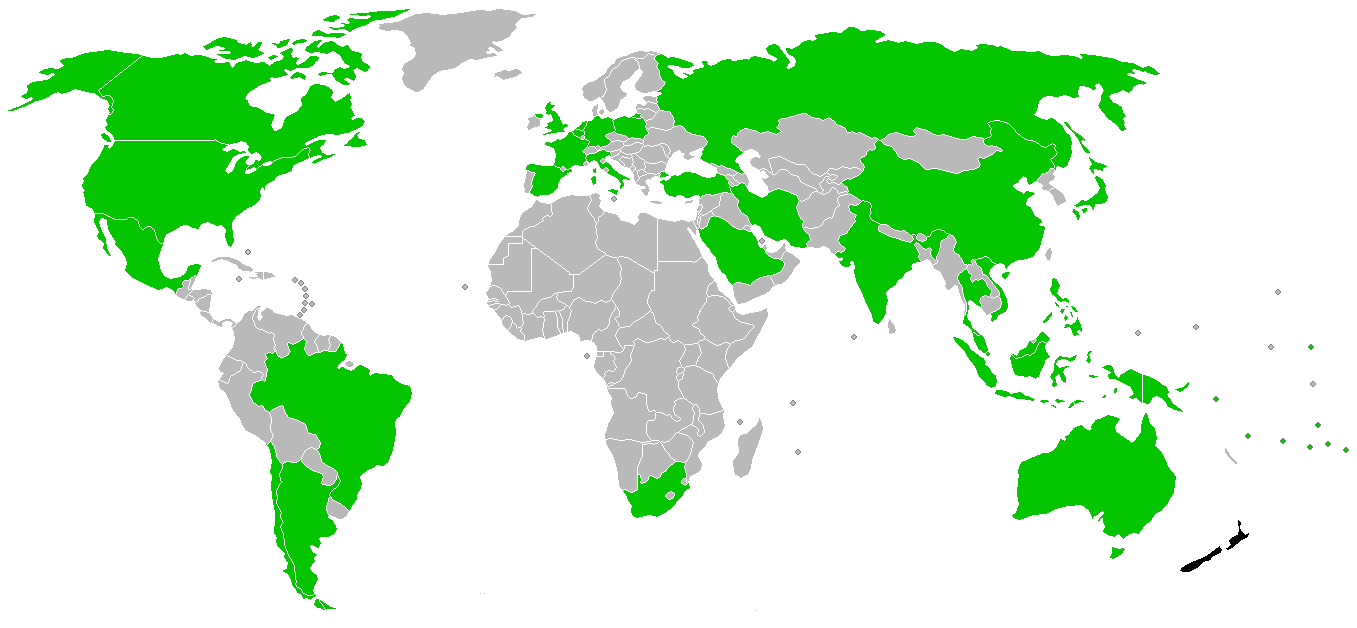
Розташування дипломатичних і консульських представництв Нової Зеландії у світі.

Пріоритети зовнішньої політики Нової Зеландії сконцентровані на інтересах регіону південної частини Тихого океану і на розвитку та зміцненні відносин з країнами регіону. Координація державної діяльності в області зовнішньої політики здійснюється Міністерством закордонних справ і зовнішньої торгівлі Нової Зеландії (англ. Ministry of Foreign Affairs and Trade). Нова Зеландія має 49 дипломатичних і консульських представництв у 41 країні світу.

#### Основні принципи зовнішньої політики
Серед основних принципів зовнішньої політики закладено розвиток договорів та угод про вільну торгівлю, ядерне роззброєння та контроль за звичайними системами озброєння, охорона навколишнього середовища, захист громадянських прав і свобод, підтримання міжнародної безпеки.
Діяльність щодо обмеження ядерних і звичайних видів озброєння відбувається в рамках Договору про нерозповсюдження ядерної зброї і формується на базі без'ядерного статусу Нової Зеландії та міжнародних зусиль з обмеження ядерної присутності в Тихоокеанському регіоні. Контроль за звичайними видами озброєння в основному зачіпає роботи з обмеження виробництва, продажу та використання протипіхотних мін, касетних бомб і легкої стрілецької зброї. У країні діють обмеження на можливість вивезення цілого ряду виробів військового призначення та подвійного використання.
В галузі охорони навколишнього середовища міжнародна політика Нової Зеландії формується навколо питань глобальної зміни клімату, управління природними ресурсами, охорони тваринного і рослинного світу, охорони ресурсів світового океану.
Керуючись принципами Загальної декларації прав людини Нова Зеландія у своїй зовнішній політиці особливо акцентує увагу на питаннях захисту прав і свобод особистості. Контроль за дотриманням прав людини здійснюється Новою Зеландією на умовах двосторонніх угод з рядом країн, у рамках здійснення регіональної політики та на рівні міжнародних правозахисних організацій.
Сучасна міжнародна ситуація змушує Нову Зеландію більш уважно стежити за питаннями як власної, так і регіональної безпеки. У рамках міжнародних та національних програм країна активно бере участь у миротворчих акціях і в координації зусиль протидії міжнародному тероризму.

#### Регіональні питання

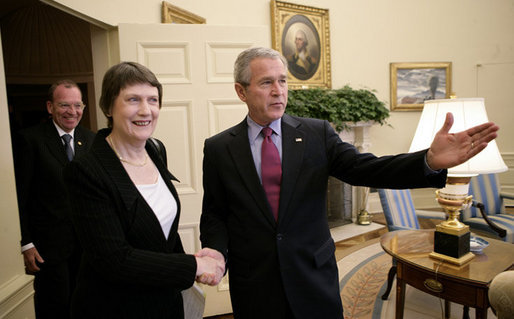
Офіційна зустріч прем'єр-міністра Нової Зеландії Гелен Кларк і президента США Джорджа Буша, 2007 рік.

Серед регіональних пріоритетів міжнародної політики одним з основних для Нової Зеландії є регіон південної частини Тихого океану. У рамках двосторонніх і регіональних угод з сусідніми країнами, Нова Зеландія бере активну участь у розвитку торговельно-економічних зв'язків у регіоні, в роботах по захисту природного середовища, в організації та управлінні промисловим рибальством у регіоні та в координації робіт з усунення наслідків природних катастроф у регіоні.
Враховуючи географічну близькість і спільність історичної та культурної спадщини, Нова Зеландія протягом всієї своєї історії особливу увагу в міжнародних відносинах приділяє розвитку співробітництва з Австралією. Угода про вільну торгівлю між Новою Зеландією та Австралією характеризується Світовим банком, як найбільш комплексна, послідовна і різностороння. В наш час[коли?] країни ведуть роботи зі створення єдиного економічного ринку.

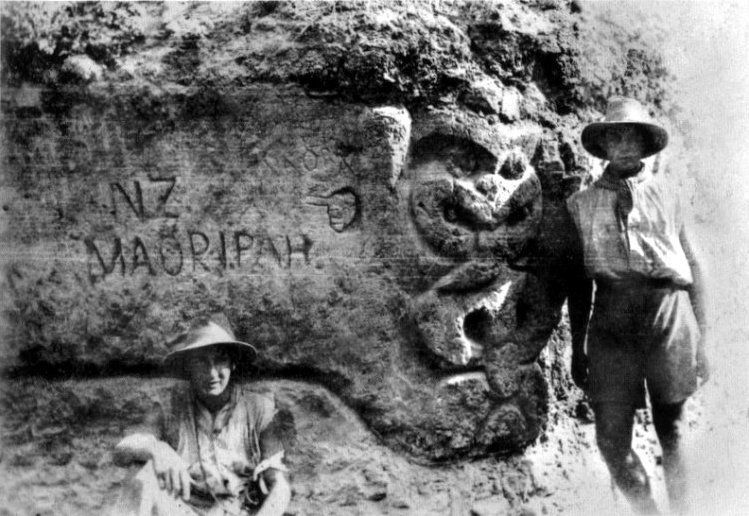
Маорі — учасники боїв біля Галліполі під час Першої світової війни. Фотографія початку XX століття.

Відносини між Новою Зеландією і США характеризуються як відмінні, Нова Зеландія має статус основного союзника США поза НАТО. Відносини між двома країнами розпочалися в 1839 році, коли США відкрили перше консульство в Новій Зеландії. У період Другої світової війни, коли значення Великої Британії і її участь на Тихоокеанському театрі військових дій стало менш помітним в порівнянні з США, розвиток двосторонніх взаємин став принциповим для Нової Зеландії. Введення без'ядерного статусу Новою Зеландією ускладнило відносини між країнами особливо в питаннях взаємної безпеки та участь в Тихоокеанському пакті, але, тим не менш, не завадило зберегти їх на високому рівні та залишило можливість для подальшого розвитку. Нова Зеландія протягом довгого часу наполягає на можливості укладення двосторонньої угоди про вільну торгівлю, а в наш час[коли?] обидві країни беруть участь у переговорах про регіональну угоду про вільну торгівлю за участю Нової Зеландії, США, Брунею, Чилі та Сінгапуру.
Відносини країн Європейського Співтовариства і Нової Зеландії мають давні історичні корені та важливі для Нової Зеландії. Двосторонні консультації між Новою Зеландією і ЄС мають постійний характер, а у 2007 році була укладена Спільна декларація про взаємовідносини та співробітництво, що обумовлює як політичні, так і економічні питання двосторонніх взаємин. Між Новою Зеландією й НАТО підписано угоду про взаємний обмін розвідувальною та закритою інформацією.
Дипломатичні відносини з СРСР було вперше встановлено 1944 року. Однак 1949 року дипломатичну місію в Москві було закрито і знову відкрито лише 1973 року. У 1979—1991 роках міждержавні відносини переживали складний період і країни не обмінювалися послами, хоча дипломатичні відносини зберігалися.
Дипломатичні відносини між Україною й Новою Зеландією було встановлено 3 березня 1992 року. Одночасно Уряд України підтвердив згоду на акредитацію Посольства Нової Зеландії в Росії в Україні (за сумісництвом). 2008 року в Києві було відкрито Почесне консульство Нової Зеландії, що надало сприяння розвитку торговельних і ділових стосунків між двома країнами. Водночас візове забезпечення здійснює консульський відділ Посольства Нової Зеландії в Москві. З лютого 2007 року по жовтень 2010 року в Новій Зеландії діяло Почесне консульство України в Окленді. Після смерті Почесного консула України Анатолія Лиха, з жовтня 2010 року повноваження Почесного консульства України в Окленді були призупинені до призначення наступного Почесного консула України в Новій Зеландії.

#### Членство в міжнародних організаціях
Нова Зеландія є членом і/або учасником наступних міжнародних і регіональних організацій: АБР, АНЗЮС, АСЕАН, АТЕС, ABCANZ, ВМО, ВООЗ, ВОІВ, СОТ, ВФП, ВПС, ГЯП, Рух неприєднання, ЄБРР, ЮНКТАД, МАР, МКВП, ІМО, Інтерпол, ІКАО, МОМ, ІСО, МОП, МТП, МФК, МАГАТЕ, МЕА, МБРР, МВФ, МГО, МКЧХ, МКС, МТС, МФСР, ООН, ЮНІДО, План Коломбо, ФАО, СПС, УВКБ, ФТО, СПАРТЕКА, Британська Співдружність.

#### Міжнародні рейтинги
Нова Зеландія належить до найрозвиненіших країн світу, постійно посідає провідні позиції у світових рейтингах рівня життя й економічного та соціального розвитку.
| Дослідження                                           | Позиція в рейтингу |
| ----------------------------------------------------- | ------------------ |
| Світовий показник спокою, 2010 рік                    | 1 з 149            |
| Індекс розвитку людського потенціалу, 2009 рік        | 20 з 182           |
| Індекс сприйняття корупції, 2009 рік                  | 1 з 180            |
| Рейтинг конкурентоздатності економіки, 2009—2010 року | 23 з 133           |
| Рейтинг «Doing Business», 2013 рік                    | 3 з 185            |

### Державна символіка

#### Державний прапор
Прапор Нової Зеландії являє собою прямокутне полотнище у співвідношенні 1:2. В обмеженому застосуванні прапор такого дизайну став використовуватися починаючи з 1864 року і набув статусу державного прапора 24 березня 1902 року. Синій фон прапора асоціюється з блакитним кольором неба і моря, що оточують країну. Зірки Південного хреста проводять зв'язок з місцем розташування країни в південній частині Тихого океану. Символіка прапора Великої Британії говорить про історичну спадщину і є загальноприйнятою для багатьох країн — колишніх Британських колоній.

#### Державний герб
Перший державний герб Нової Зеландії було запроваджено 1911 року, нині чинний герб було ухвалено 1956 року. Герб являє собою щит, утримуваний з одного боку білявою жінкою з прапором Нової Зеландії в руках і з іншого боку — воїном маорі. Над щитом височить корона святого Едуарда. Під щитом розташовано дві гілки папороті. Герб асоціюється з єдністю всіх культур і народів, що населяють країну, і з прихильністю новозеландської монархії.
| Державні символи Нової Зеландії | Державні символи Нової Зеландії |
| ------------------------------- | ------------------------------- |
|                                 |                                 |

#### Державний гімн
Два гімни визнані державними в Новій Зеландії — «Боже, захисти Нову Зеландію» (англ. God, Defend New Zealand) і «Боже, бережи короля» (англ. God, Save the King). Хоча обидва мають рівний статус, «Боже, захисти Нову Зеландію» вживається частіше.
Текст «Боже, захисти Нову Зеландію» було написано 1870 року Томасом Бракеном (англ. Thomas Bracken). Переможцем конкурсу на музику до тексту, проведеного в 1876 році, став Джон Джозеф Вудс (англ. John Joseph Woods). Пісня стала популярною, і 1940 року уряд країни придбав на неї авторські права й визначив як національний гімн. Але лише 1977 року пісню законодавчо затвердили як другий державний гімн.
Текст гімну «Боже, захисти Нову Зеландію» складається з п'яти куплетів. Оригінал тексту написаний англійською мовою, офіційна версія має також переклад на мову маорі. Під час державних урочистостей виконується лише перший куплет: спочатку звучить версія мовою маорі, потім — версія англійською мовою.

## Географія

### Основні географічні відомості

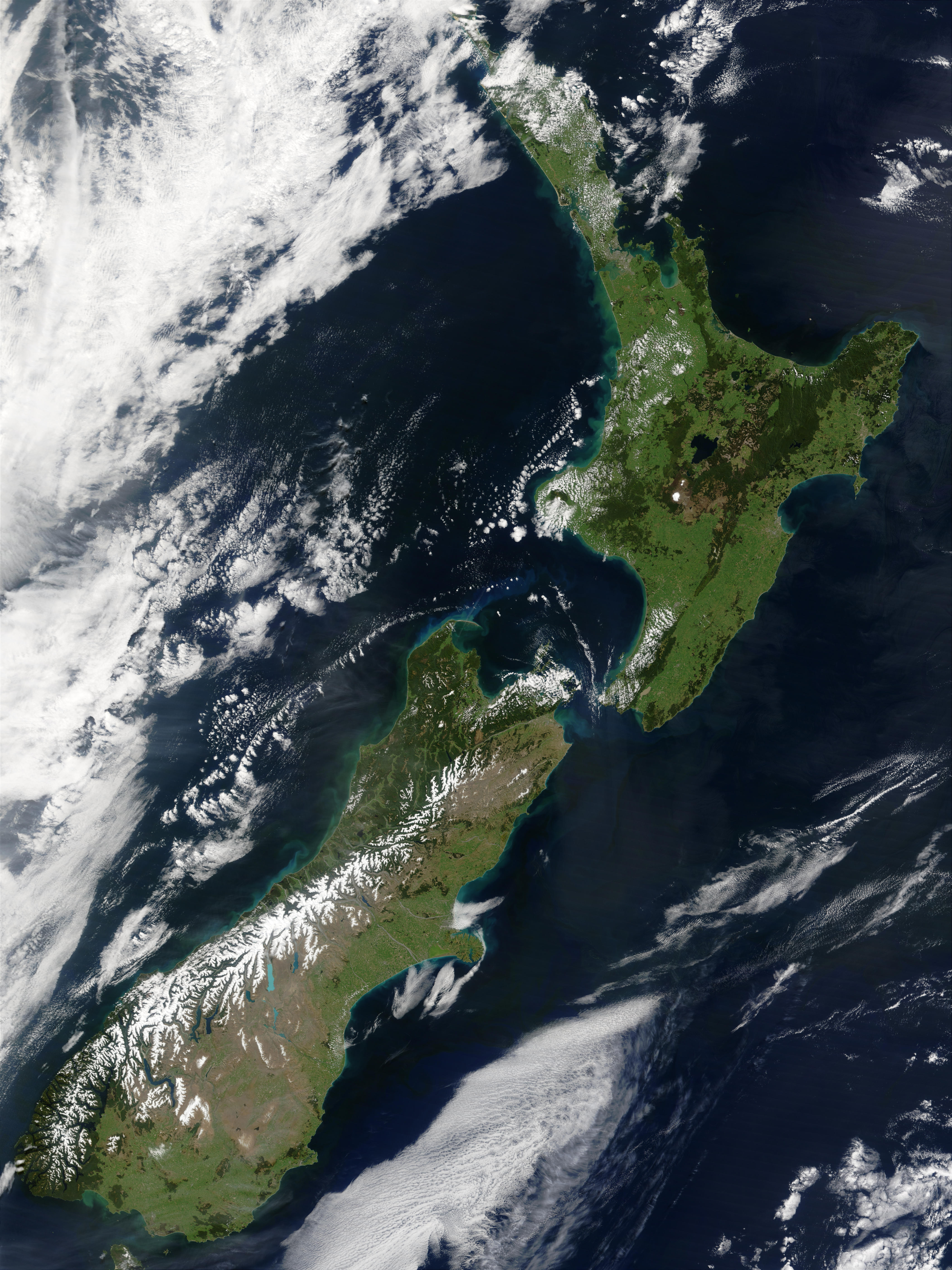
Нова Зеландія, вид з космосу.

Нова Зеландія розташована в південно-західній частині Тихого океану в полінезійському трикутнику в центральному районі півкулі води. Основну територію країни становлять два острови, що мають відповідні назви — острів Південний та острів Північний. Західне узбережжя островів омивається Тасмановим морем, інші береги країни — Тихим океаном. Острови Південний і Північний розділені протокою Кука. Крім двох основних островів, Новій Зеландії належить близько 700 островів значно меншої площі, більшість з яких безлюдні. Найбільшими з них є острів Стюарт, острови Антиподів, Оклендські острови, острови Баунті, острови Кемпбелл, архіпелаг Чатем та острів Кермадек. Загальна площа країни становить 268 680 км². Це робить її трохи меншою за своїми розмірами, ніж Італія чи Японія, але дещо більшою Великої Британії. Довжина берегової лінії Нової Зеландії становить 15 134 кілометри.
Південний острів — найбільший острів Нової Зеландії та 12-й за величиною острів на планеті, його площа становить 151 215 км². На острові мешкає приблизно четверта частина населення країни. Уздовж острова з півночі на південь тягнеться хребет складчастих гір Південні Альпи, найвищою вершиною яких є гора Кука (43°35′44.69″ пд. ш. 170°8′27.75″ сх. д. / 43.5957472° пд. ш. 170.1410417° сх. д., інша офіційна назва — Аоракі) висотою 3754 метри. Крім неї на Південному острові є ще 18 вершин заввишки понад 3000 м. Східна частина острова більш рівнинна і практично повністю вкрита сільськогосподарськими угіддями. Західне узбережжя острова заселене набагато менш щільно. Тут збереглися значні площі практично недоторканої природи з незайманим рослинним і тваринним світом. Західна частина відома також численними національними парками, фіордами та льодовиками, що спускаються зі схилів Південних Альп прямо в Тасманове море. Найбільше озеро острова — Те-Анау (друге за площею озеро Нової Зеландії).
Північний острів, площею 115 777 км², 14-й за величиною острів на планеті. Острів значно менш гористий, ніж Південний, і зручніший для створення населених пунктів і морських портів, саме тому на ньому мешкає більша частина населення і тут розташовано найбільші міста країни. Найвищою точкою Північного острова є активний вулкан Руапеху (39°16′ пд. ш. 175°34′ сх. д. / 39.267° пд. ш. 175.567° сх. д.) висотою 2797 метрів. Північний острів відрізняється високою вулканічною активністю: з шести вулканічних зон країни п'ять розташовані там. У самому центрі Північного острова розташоване озеро Таупо, найбільше озеро у Новій Зеландії. З нього бере свій початок річка Ваїкато, довжина якої становить 425 кілометрів, що робить її найдовшою річкою у Новій Зеландії.

#### Часовий пояс
Нова Зеландія розташована в двох часових поясах. Острови Південний і Північний, а також дрібні прилеглі острови використовують стандартний новозеландський час (New Zealand Standard Time або NZST) і перебувають за 12 годин попереду всесвітнього координованого часу (UTC). Острови Чатем користуються стандартним часом Чатем (Chatham Standard Time або CHAST), на 12 годин 45 хвилин попереду всесвітнього координованого часу. У літній період годинники переводять на одну годину вперед і різниця з всесвітнім координованим часом тоді становить 13 годин для NZST і 13 годин 45 хвилин для CHAST.

### Геологічна будова

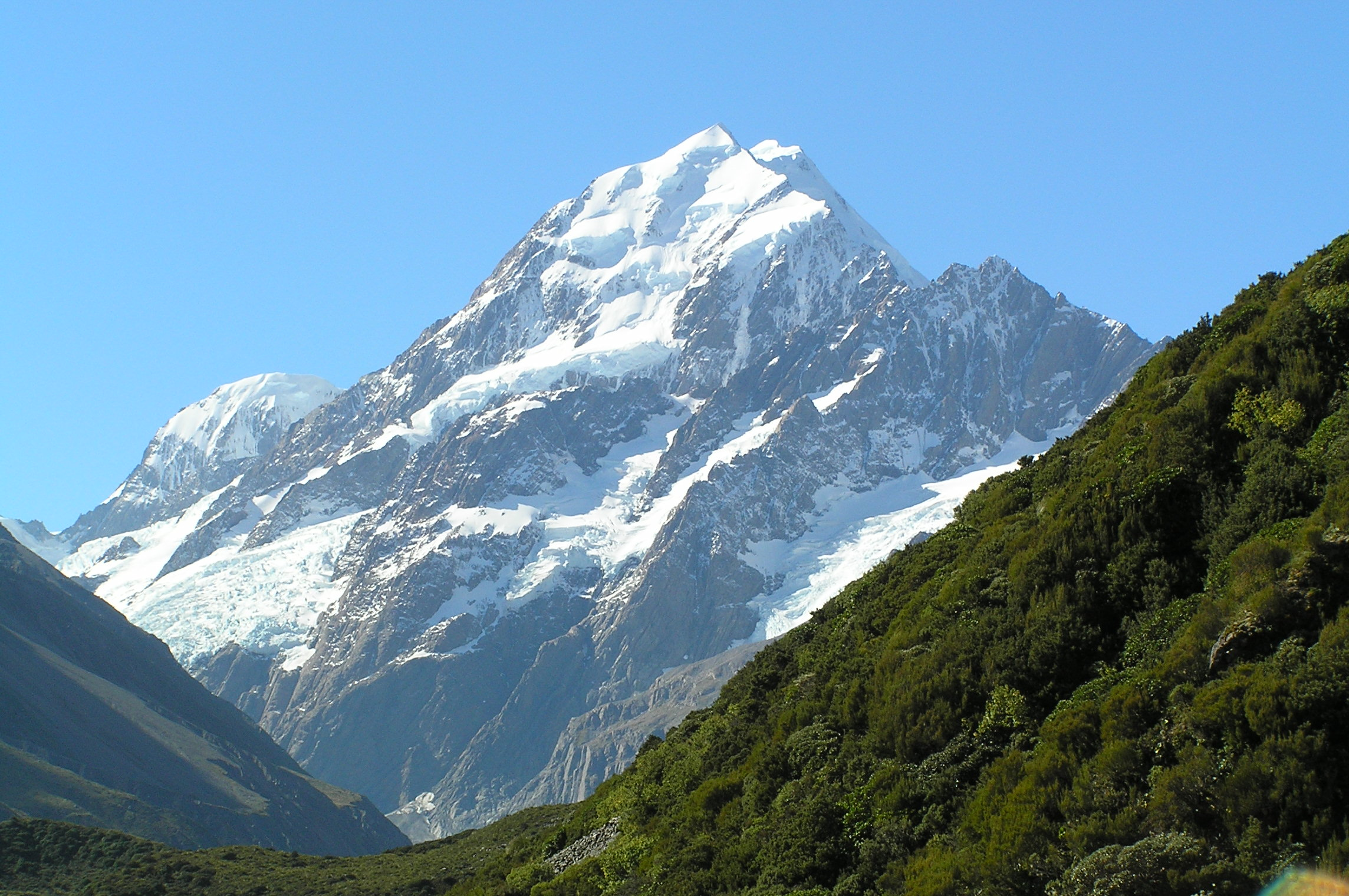
Вершина гори Кука.

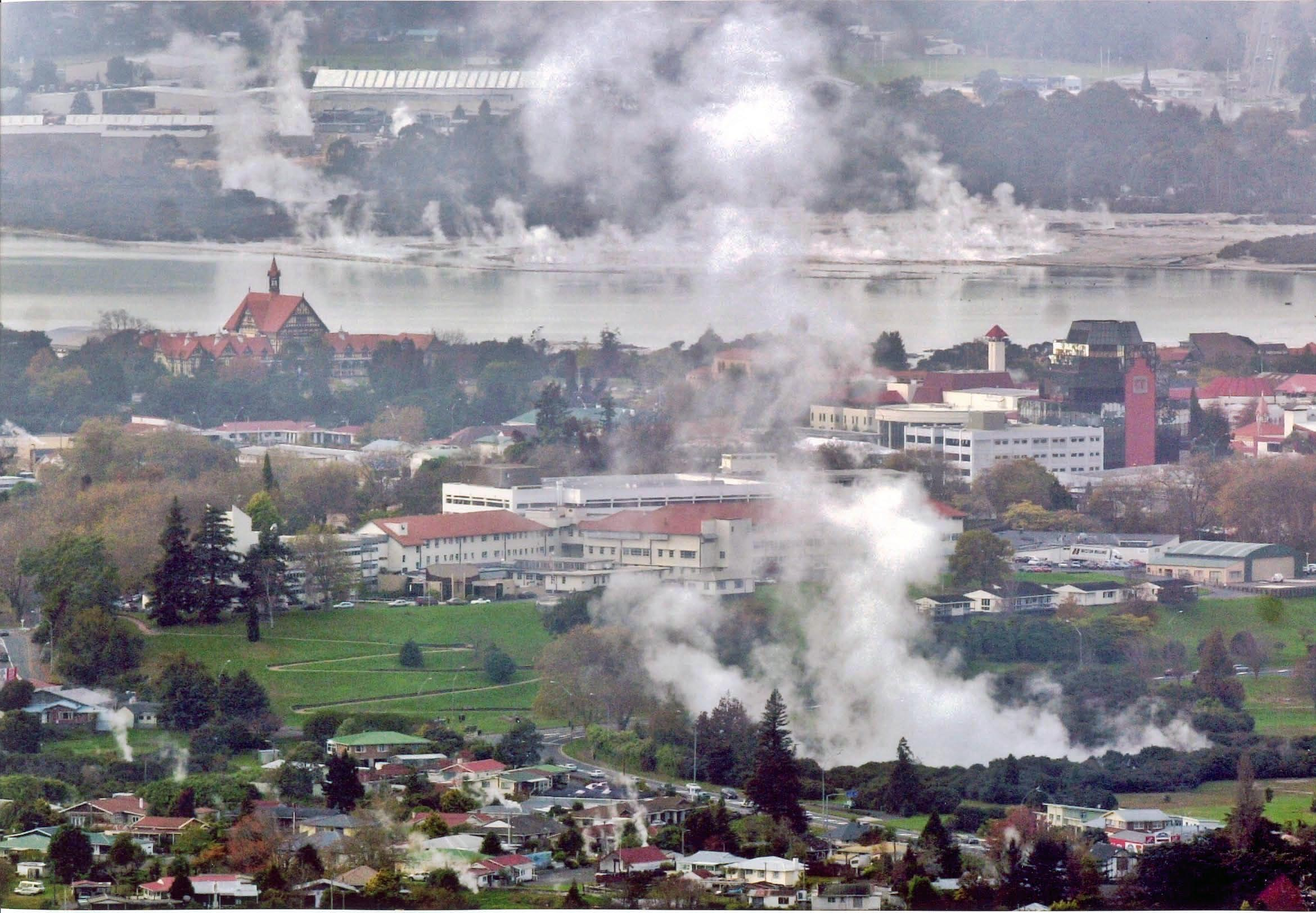
Місто Роторуа — на знімку добре видно пар з численних гейзерів.

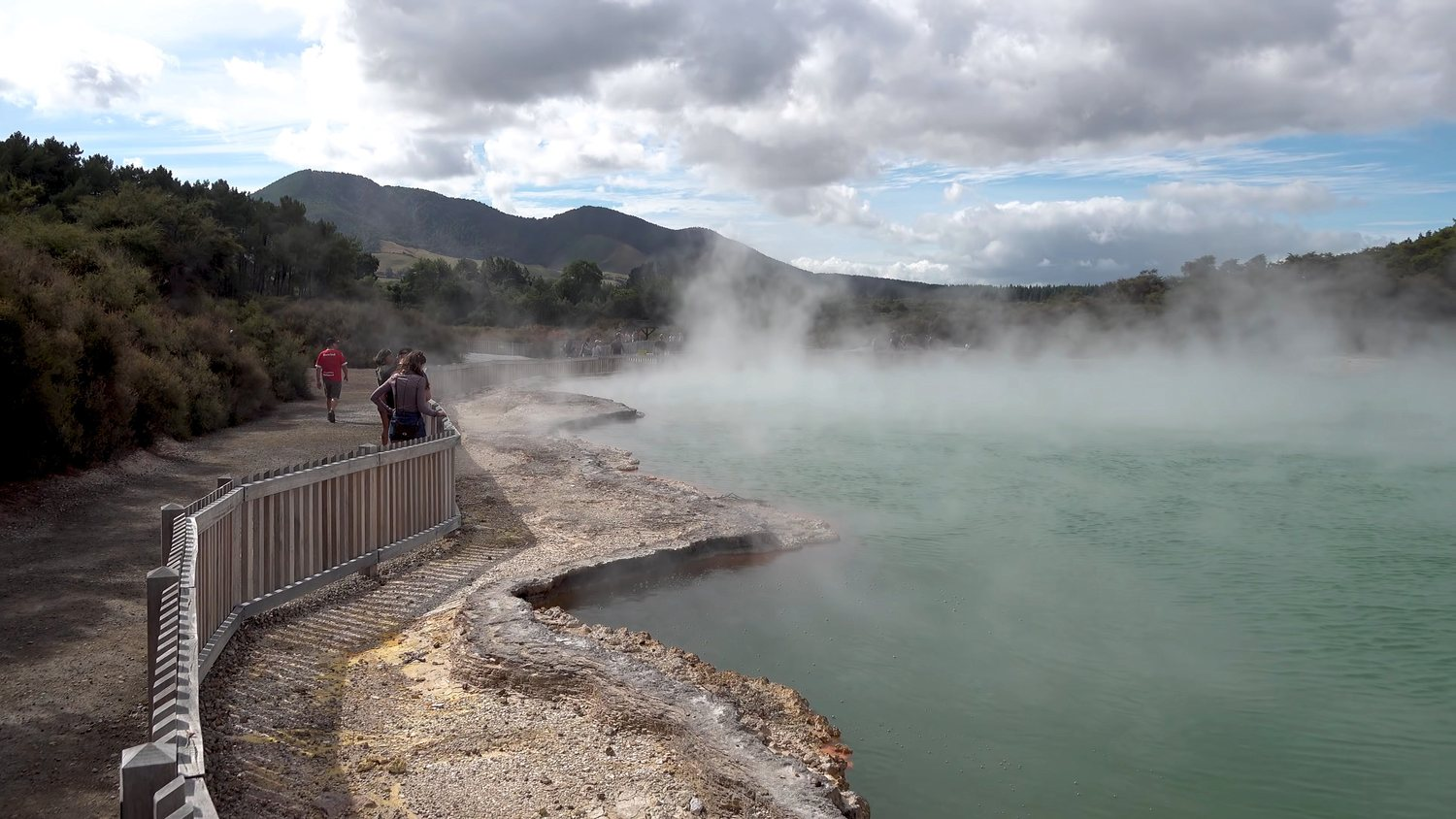
Термальний парк біля Роторуа

Острови, що утворюють Нову Зеландію, розташовуються в кайнозойській геосинклінальній області між двома літосферними плитами — тихоокеанською та австралійською. Впродовж тривалих історичних періодів місце розлому між двома плитами зазнавало складних геологічних процесів, постійно змінюючи структуру і форми земної кори. Саме тому, на відміну від більшості островів Тихого океану, острови Нової Зеландії утворені не тільки в результаті вулканічної активності, але і в результаті скидів і складені з геологічних порід різного складу і різного віку.
Активна тектонічна діяльність в земній корі цього регіону продовжується і на сучасному геологічному етапі формування нашої планети. І результати її помітні навіть за історично короткий термін з початку освоєння островів європейцями. Наприклад, внаслідок руйнівного землетрусу 1855 року берегова смуга поблизу Веллінгтона піднялася більш ніж на півтора метра, а 1931 році, також внаслідок потужного землетрусу біля міста Нейпір на водну поверхню піднялося близько 9 км² суші.
Розташування Нової Зеландії історично пов'язано з активною вулканічною діяльністю на її території. Дослідники припускають її початок у період раннього міоцену, а період формування сучасних зон підвищеної вулканічної активності був завершений в період пізнього пліоцену. Найбільші вулканічні виверження, імовірно, мали місце в період пізнього пліоцену — раннього плейстоцену, коли приблизно 5 млн кубічних кілометрів породи могло вивергнутися на поверхню Землі.
На сучасному етапі зоною підвищеної тектонічної активності і сполученою з цим високим числом землетрусів є західне узбережжя Південного острова і північно-східне узбережжя Північного острова. Щорічна кількість землетрусів у країні становить до 15 000, більшість з них невеликі і лише близько 250 щороку можуть належати до помітних або сильних. У сучасній історії найсильніший землетрус зафіксовано 1855 року поблизу Веллінгтона, силою близько 8,2 бала; найбільш руйнівним став землетрус 1931 року в районі Нейпіра, що забрав 256 людських життів.
Вулканічна активність у сучасній Новій Зеландії, як і раніше висока, і на території країни активні 6 вулканічних зон, п'ять з яких розташовані на Північному острові. У районі озера Таупо імовірно 186 року до н. е. відбулося найбільше в історії людства вулканічне виверження. Наслідки виверження записано в історичних хроніках таких віддалених місць, як Китай і Греція. На місці виверження тепер розташоване найбільше в тихоокеанському регіоні прісноводне озеро, своєю площею порівнянне з територією Сінгапура.

### Рельєф
Рельєф Нової Зеландії представляє в основному височини та гори. Більше ніж 75 % території країни лежить на висоті понад 200 м над рівнем моря. Більшість гір Північного острова не перевищують висоту 1800 м, 19 піків Південного острова вищі 3000 м. Прибережні зони Північного острова представлені просторими долинами. На західному узбережжі Південного острова розташовані фіорди.

### Клімат

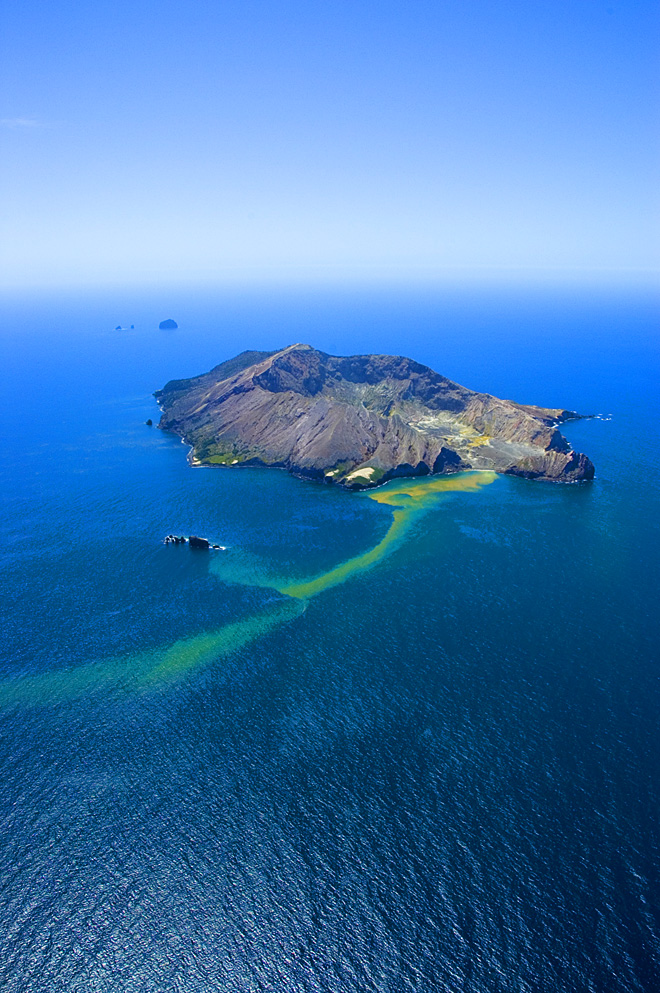
Острів Вайт — один з багатьох активних вулканів країни.

Клімат Нової Зеландії змінюється від теплого субтропічного на півночі Північного острова, до прохолодного помірного на півдні та в центральних регіонах Південного острова; в гірських районах переважає суворий альпійський клімат. Ланцюг високих Південних Альп розділяє країну навпіл і, заступаючи шлях переважним західним вітрам, поділяє її на дві різні кліматичні зони. Західне узбережжя Південного острова — найвологіша частина країни, східна частина, що перебуває всього за 100 кілометрах від неї — найсухіша.
Східно-Австралійська течія, що проходить через Тасманове море між Австралією й Новою Зеландією, робить клімат островів і східного узбережжя Австралії більш теплим і вологим, тропічним замість субтропічного; сприяє поширенню тропічної морської фауни в субтропічні області вздовж південно-східного узбережжя Австралії й Нової Зеландії.
На більшій частині Нової Зеландії рівень опадів становить від 600 до 1600 міліметрів на рік. Вони розподіляються відносно рівномірно протягом року, за винятком сухішого літнього періоду.
Середня річна температура становить від +10 °C на півдні, до +16 °C на півночі. Найхолодніший місяць — липень, а найтепліші місяці — січень та лютий. На півночі Нової Зеландії відмінності між зимовими та літніми температурами не дуже значні, але на півдні та в передгірних районах різниця досягає 14 °C. У гористих районах країни зі збільшенням висоти температура різко знижується, приблизно на 0,7 °C кожні 100 метрів.
В Окленді, найбільшому місті країни, середньорічна температура становить + 15,1 °C, при цьому найвища зафіксована температура становила +30,5 °C, а мінімальна −2,5 °C. У столиці країни, Веллінгтоні, середньорічна температура становить +12,8 °C, максимальна зафіксована температура +31,1 °C, мінімальна −1,9 °C.
Кількість сонячних годин у році відносно висока, особливо в районах, захищених від західних вітрів. У середньому по країні вона становить не менше 2000 годин. Рівень сонячної радіації дуже високий на більшій частині країни. Снігопади вкрай рідкісні в прибережних районах півночі країни та в західній частині Південного острова. В інших регіонах незначні й нетривалі снігові опади можливі в зимові місяці. Нічні заморозки в зимовий час бувають на всій території країни.

### Зовнішні моря

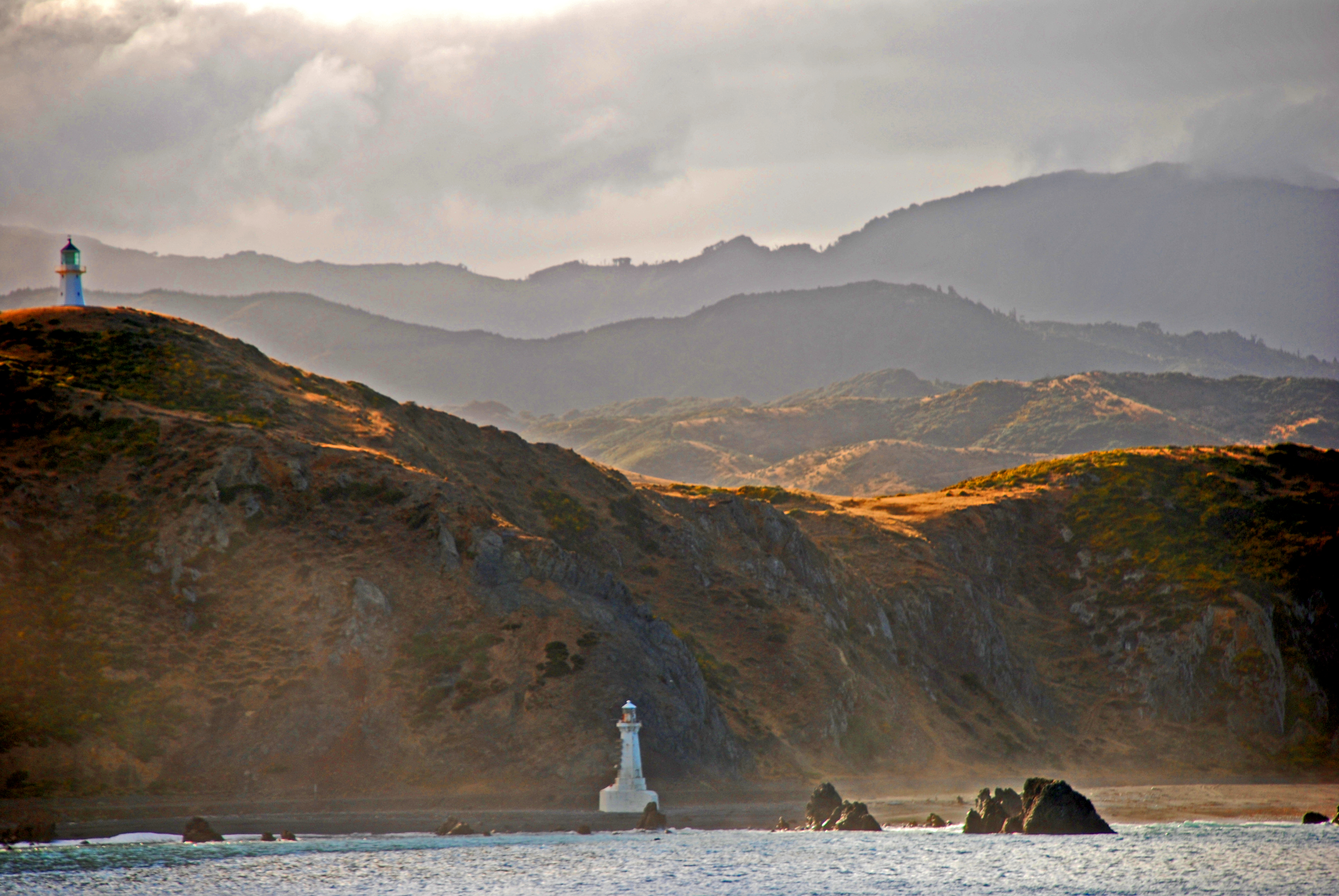
Узбережжя недалеко від міста Веллінгтон.

Нова Зеландія ізольована від інших островів і материків великими морськими відстанями. Тасманове море, що омиває її західне узбережжя, відокремлює країну від Австралії на 1700 км. Тихий океан омиває східне узбережжя країни і відокремлює країну від найближчих сусідів: на півночі — від Нової Каледонії (1000 км); на сході — від Чилі (8700 км); на півдні — від Антарктиди на 2500 км.
Довжина прибережної смуги Нової Зеландії становить 15 134 км. Територіальні води країни простягаються на 12 морських миль, виняткова економічна зона — до 200 морських миль. Площа морської ексклюзивної економічної зони становить приблизно 4 300 000 км², що в 15 разів перевершує площу земної поверхні країни.
Поблизу Нової Зеландії є дві постійні морські течії — тепла Східно-Австралійська й течія Західних Вітрів. Східно-Австралійська тече на північ і північний схід, омиває західну частину Північного острова. Течія Західних Вітрів помітна на півдні і її основний потік проходить південніше Південного острова у східному напрямку.
У прибережних водах країни розташовано до 700 невеликих островів, більшість з них лежить на відстані до 50 км від основних. Лише близько 60 з них придатні для життя або заселені.

### Внутрішні води

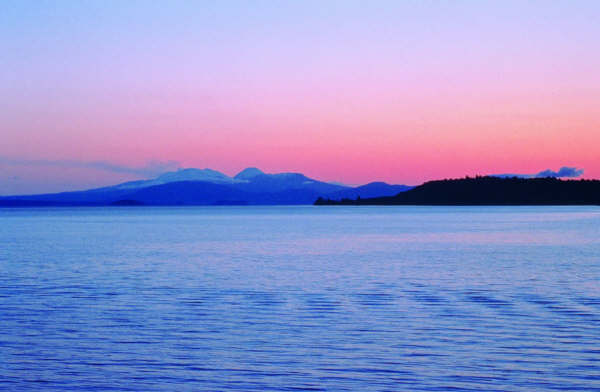
Таупо — найбільше озеро країни.

Завдяки особливим геологічним та географічним умовам у Новій Зеландії багато річок і озер. Більшість річок короткі (менше 50 км), беруть початок у горах і швидко спускаються до рівнин, де уповільнюють свою течію. У країні тече 33 річки довжиною понад 100 км і 6 річок довжиною від 51 до 95 км. Ваїкато — найбільша річка країни довжиною 425 км. Загальна довжина рік та інших внутрішніх водних шляхів у країні становить 425 000 км.
У Новій Зеландії 3280 озер з площею водного дзеркала більше 0,01 км², 229 озер мають водне дзеркало більше 0,5 км² і 40 — більше 10 км². Найбільше озеро країни — Таупо (площа 623 км²), найглибше озеро — Хауроко (глибина — 462 метри). Більшість озер Північного острова утворені в результаті вулканічної діяльності, а більшість озер Південного острова утворені льодовиковою активністю.
Нова Зеландія — одна з небагатьох країн південної півкулі, що має на своїй території льодовики (Тасманський, Фокса, Франца-Йосипа та ін.). Тасманський льодовик утворює вузький крижаний язик протяжністю 27 км, шириною місцями до 3 км; загальна його площа 52 км². У деяких частинах він досягає товщини 610 м і є найбільшим льодовиком Нової Зеландії.

#### Водні ресурси
Середньорічний обсяг поновлюваних водних ресурсів за статистичними даними 1977—2001 років у Новій Зеландії оцінюється в 327 км³, що становить близько 85 м³/рік на одного мешканця. У 2001 році ресурси річкового стоку і озер склали близько 320 км³, ресурси льодовиків близько 70 км³, ресурси атмосферної вологи близько 400 км³ та ресурси підземних вод оцінювалися приблизно в 613 км³.
Охорона та управління водними ресурсами і системою водопостачання населення та об'єктів економіки в Новій Зеландії перебуває у віданні органів місцевого самоврядування. Вартість основних виробничих фондів водогосподарського комплексу оцінюється більш ніж в 1 млрд новозеландських доларів. Системи централізованого водопостачання забезпечують питною водою близько 85 % населення країни. Близько 77 % споживаної в країні прісної води використовується в іригаційних системах.

### Ґрунти

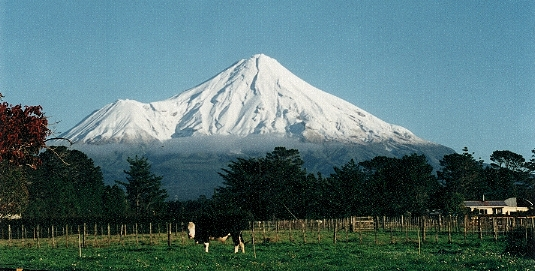
Вершина гори Таранакі.

У цілому ґрунти країни відносно мало родючі й небагаті гумусом. Найпоширенішими типами ґрунтів є:
- Гірські типи ґрунтів — становлять близько половини території країни (з них близько 15 % позбавлені рослинності).
- Буро-сірі типи ґрунтів — в основному зустрічаються в міжгірських рівнинах Південного острова (малопродуктивні для продуктивного землеробства, використовуються в основному як пасовища).
- Жовто-сірі типи ґрунтів — характерні для степових районів і змішаних лісів і використовувані для активного землеробства.
- Жовто-бурі типи ґрунтів — характерні для горбистої місцевості.

### Рослинний світ
Рослинність островів досліджували під час антарктичної експедиції дослідницьких кораблів «Еребус» і «Терор» у 1839—1843 роках під командуванням капітана сера Джеймса Кларка Росса. Вона описана у третій частині 6-ти томного видання Flora Antarctica.
Флора Нової Зеландії налічує близько 2000 видів рослин.
Ліси країни поділяються на два основних типи — змішані субтропічні й вічнозелені. У лісах домінують подокарпуси (Podocarpus). Збереглися, хоча й значно скоротилися за час промислового освоєння лісів, зарості агатиса новозеландського (Agathis australis) та дакридіума кипарисового (Dacrydium cupressinum).
У штучних лісах, площа яких загалом становить близько 2 млн гектарів, росте здебільшого сосна промениста (pinus radiata), завезена до Нової Зеландії в середині XIX століття. Насадження променистої сосни в районі Kaingaroa Forest створили найбільший у світі штучно вирощений ліс.
Нова Зеландія має найбільшу кількість печінкових мохів у порівнянні з іншими країнами. На території країни їх налічується 606 видів, 50 % з них складають ендеміки.
Поширені листостеблові мохи, бріофлора Нової Зеландії налічує 523 види листостеблових мохів.
Серед приблизно 70 відомих у природі видів незабудок (Myosotis), близько 30 є ендеміками Нової Зеландії. На відміну від незабудок в інших місцях планети, лише два види цих рослин у Новій Зеландії мають синій колір — Myosotis antarctica та Myosotis capitata.
З 187 видів квіткових трав'янистих рослин природної флори Нової Зеландії 157 — ендеміки.
У Новій Зеландії зустрічається незвичайно велика, у порівнянні з іншими територіями зі схожими кліматичними умовами, кількість папоротей. Ціатея срібляста (Cyathea dealbata) (також відома в країні як срібна папороть) є одним з національних символів, її зображено на гербі країни.

### Тваринний світ

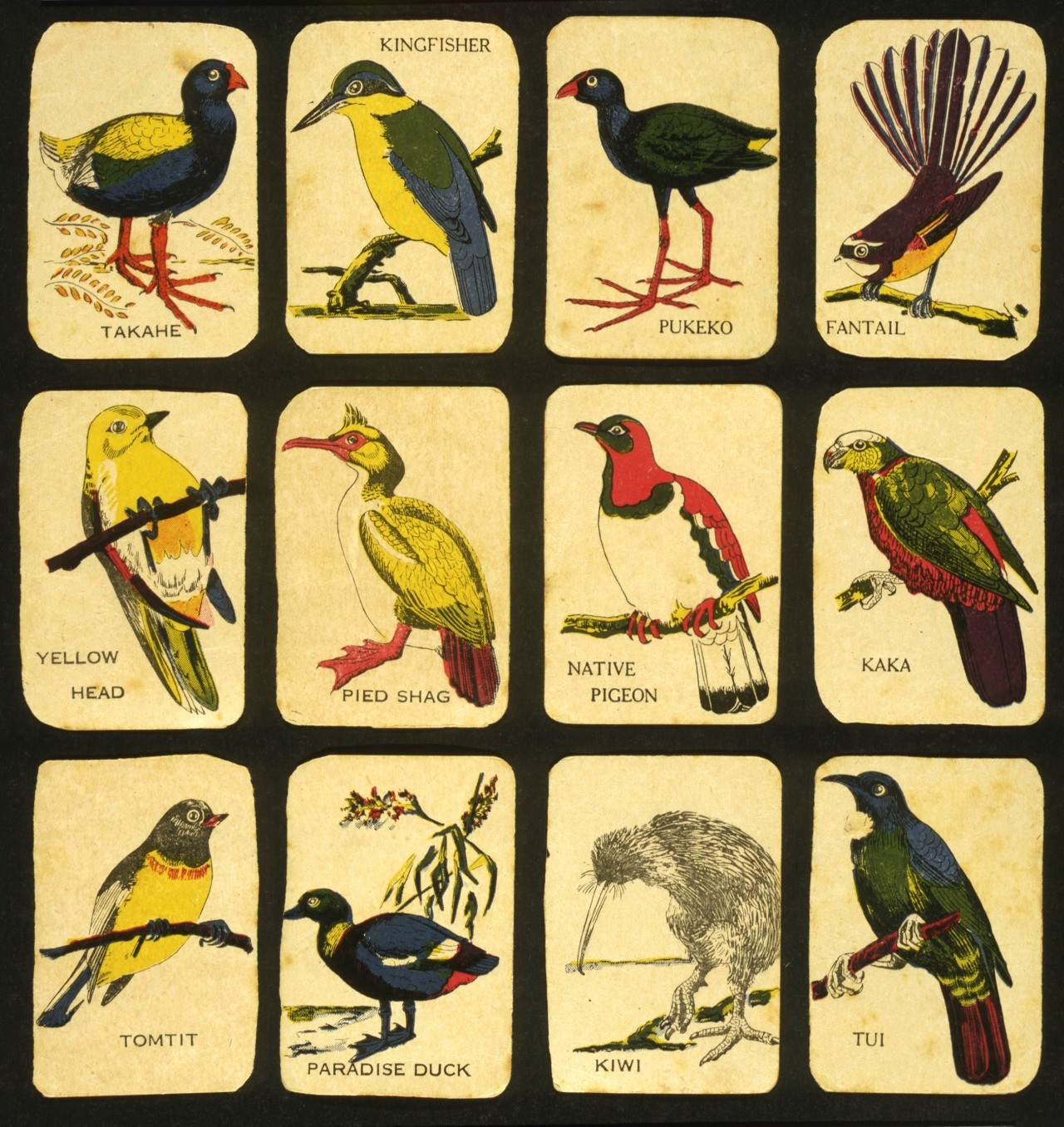
Птахи Нової Зеландії

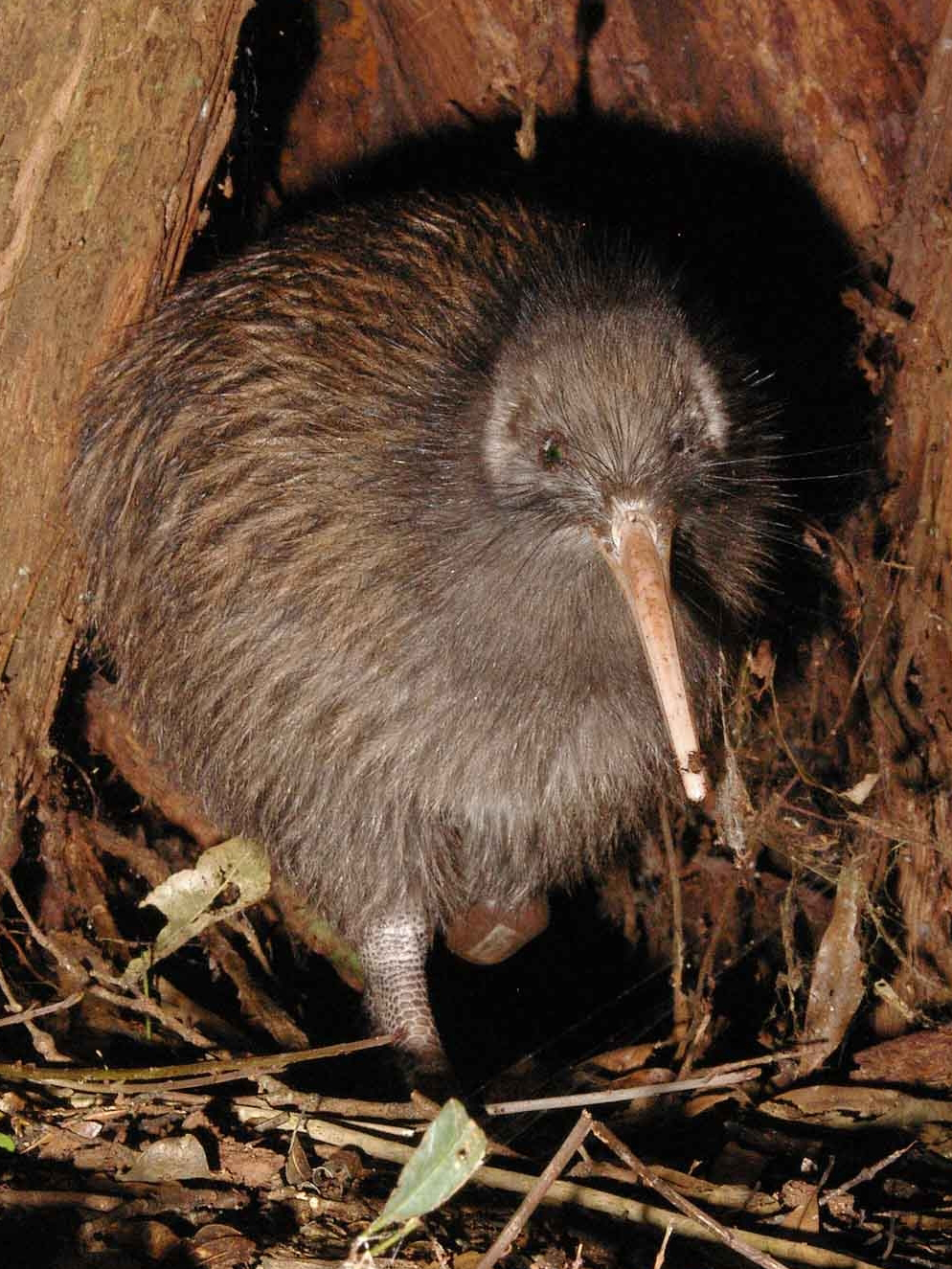
Птах ківі — національний символ Нової Зеландії.

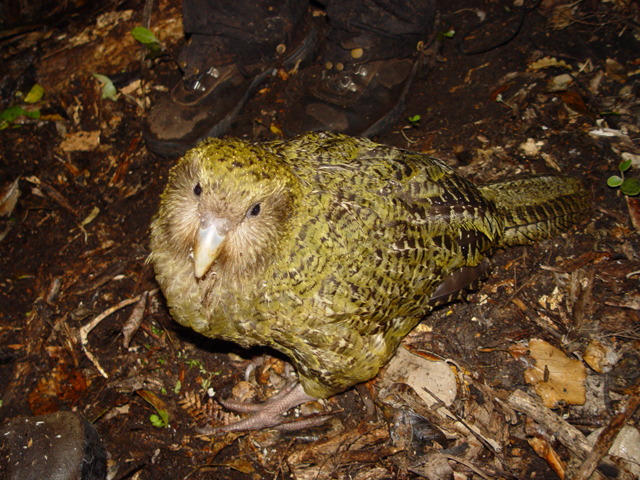
Какапо, або совиний папуга (Strigops habroptilus).

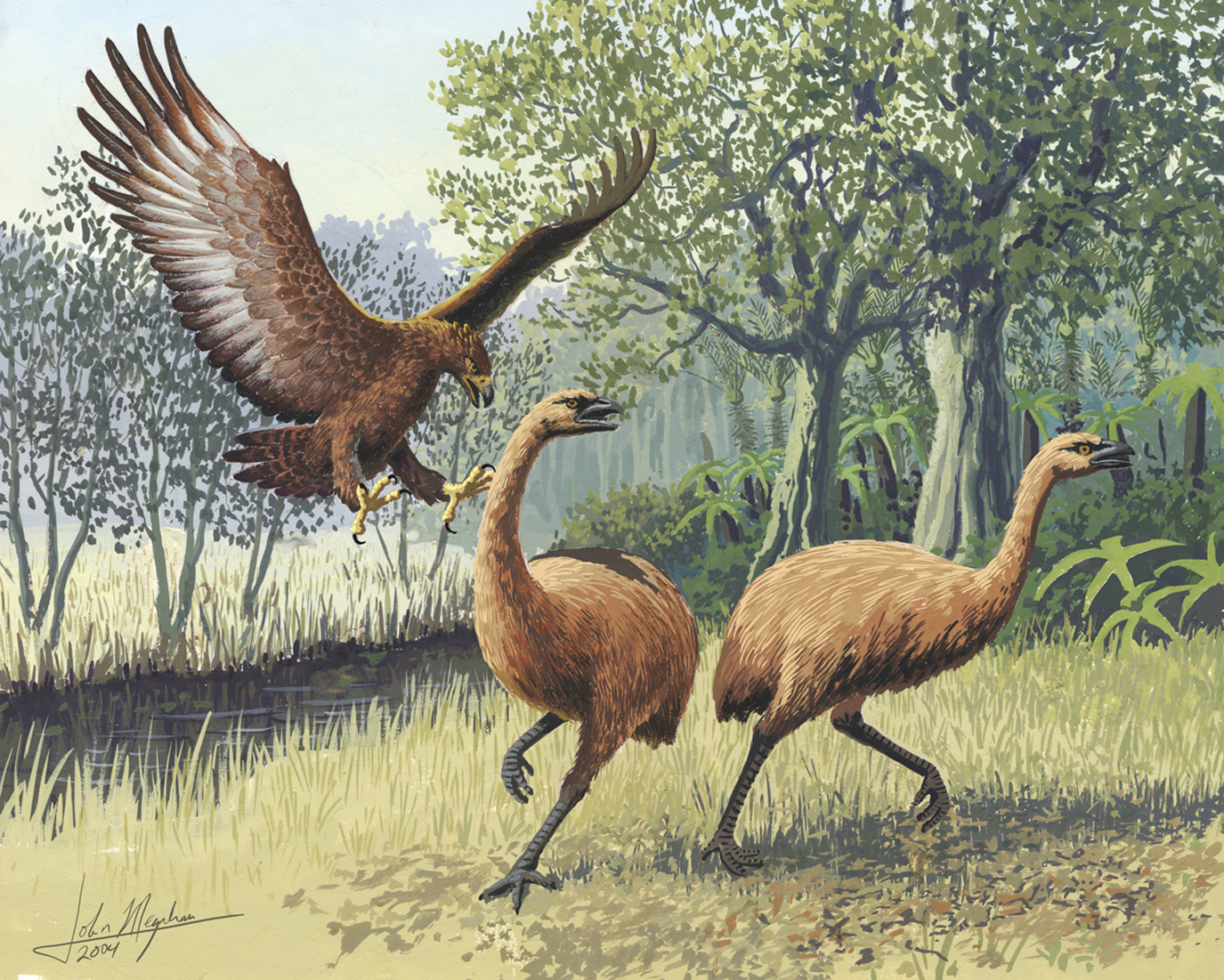
Орел Хааста нападає на моа (малюнок).

Тривала історична ізоляція і віддаленість від інших континентів створила унікальний і багато в чому неповторний природний світ островів Нової Зеландії, що відрізняється великою кількістю ендемічних рослин і птахів.
Ще близько 1000 років тому, до появи на островах постійних поселень людини, історично повністю були відсутні ссавці. Виняток становили два види кажанів і кити, що мешкали в прибережних водах, морські леви (Phocarctos hookeri) та морські котики (Arctocephalus forsteri).
Одночасно з приходом на ці землі перших постійних жителів, полінезійців, на островах з'явилися полінезійські пацюки (Rattus exulans) і собаки. Пізніше перші європейські переселенці привезли свиней, корів, кіз, мишей і котів. Розвиток європейських поселень у XIX столітті викликав появу в Новій Зеландії дедалі нових видів тварин.
Поява деяких з них справила вкрай негативний вплив на флору і фауну островів. До таких тварин слід віднести щурів, кішок, тхорів, кроликів (завезених у країну для розвитку мисливського промислу), горностаїв (завезених в країну для контролю над популяцією кроликів), поссумів (завезених у країну для розвитку хутряної промисловості). Не маючи природних ворогів у навколишній природі, популяції цих тварин досягали розмірів, що становили загрозу сільському господарству, здоров'ю населення і ставили на межу вимирання природних представників флори і фауни Нової Зеландії. Лише тільки в останні роки зусиллями природоохоронних відомств Нової Зеландії деякі прибережні острови були позбавлені від цих тварин, що дозволило сподіватися на збереження там натуральних природних умов.
З представників фауни Нової Зеландії найвідомішими є птахи ківі (Apterygiformes), що стали національним символом країни. Серед птахів також необхідно зазначити кеа (Nestor notabilis) (або нестор), какапо (Strigops habroptilus) (або совиний папуга), такахе (Notoronis hochstelteri) (або безкрила султанка).
Тільки в Новій Зеландії збереглися рештки винищених близько 500 років тому гігантських нелітаючих птахів моа (Dinornis), що сягали висоти 3,5 м. Трохи пізніше, імовірно всього близько 200 років тому, було винищено й найбільшого серед відомих видів орлів — орла Хааста, що мав розмах крил до 3 метрів і важив до 15 кг.
Серед рептилій, що мешкають у Новій Зеландії, можна відзначити гатерію (Sphenodon punctatus) та сцинка (Scincidae).
Єдиним представником комахоїдних, якого завезено в країну та адаптовано до вільних умов проживання в ній, є їжак європейський (Erinaceus europaeus).
У Новій Зеландії немає змій, і з павуків отруйні тільки катіпо.
Через колонізацію європейців було винищено багато видів тварин, серед яких — Різнодзьоба гуйя.
У прісних водоймах країни мешкає 29 видів риб, 8 з яких перебувають на межі зникнення(як, наприклад, новозеландський прототрокт). У прибережних морях мешкає до 3000 видів риб та інших мешканців моря.

### Корисні копалини

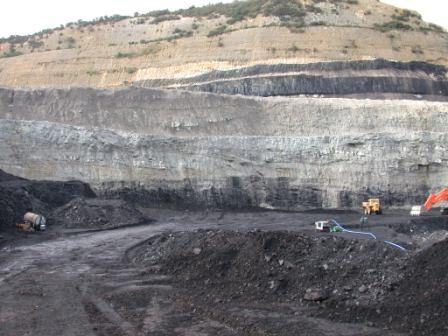
Відкрита розробка вугілля на Південному острові.

Нова Зеландія розташовується на кордоні індо-австралійського і тихоокеанського сейсмічних кілець. Процеси їх взаємодії, в тому числі швидке підняття гірських масивів і активна вулканічна діяльність протягом двох мільйонів років, визначили геологію земельного масиву островів.
Незважаючи на різноманітність природних копалин, промислово розробляються лише родовища газу, нафти, золота, срібла, залозистого пісковику і кам'яного вугілля. Крім перерахованого вище, є великі запаси вапняку і глини (зокрема бентонітова глина). Алюміній, титановий залізняк, сурма, хром, мідь, цинк, марганець, ртуть, вольфрам, платина, барит і цілий ряд інших корисних копалин, що часто зустрічаються, але розвідані промислові запаси їх невеликі.
Особливо слід відзначити, що всі родовища і весь видобуток нефриту з 1997 року віддано під управління маорі, у зв'язку з тією важливою історичною роллю, яку вироби з нефриту (маор. Pounamu) відіграють у культурі цього народу.
Підтверджені запаси золота в Новій Зеландії становлять 372 тонни. 2002 року видобуток золота становив трохи менше 10 тонн.
Підтверджені запаси срібла в Новій Зеландії становлять 308 тонн. 2002 року видобуток срібла становив майже 29 тонн.
Підтверджені запаси залізистого пісковику становлять 874 млн тонн. Його промисловий видобуток розпочато в 60-ті роки XX століття. 2002 року видобуток становив близько 2,4 млн тонн.
Підтверджені запаси природного газу в Новій Зеландії становлять 68 млрд м³. Промисловий видобуток газу розпочато 1970 року. 2005 року видобуток його становив приблизно 50 млн м³.
Запаси нафти становлять орієнтовно 14 млн тонн, промисловий її видобуток розпочато 1935 року. Видобуток нафти в країні помітно знижується в останні роки. У 2005 році видобуток нафти в країні склав трохи більше 7 млн барелів.
Обсяги видобутку вугілля неухильно підвищувалися багато десятиріч, стабілізувалися на початку XXI сторіччя завдяки програмам, спрямованим на зниження споживання твердого палива. Близько третини видобутого вугілля іде на експорт. У країні продовжують діяти 60 вугільних шахт.

### Охорона природи

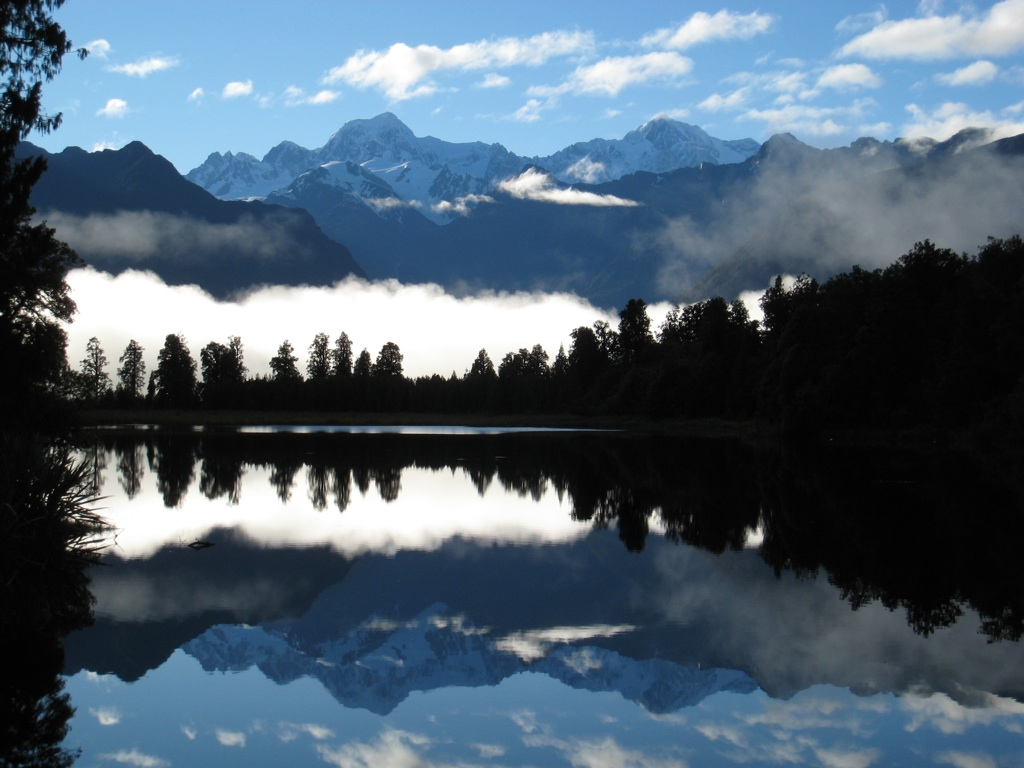
Гора Кука, Південний острів.

Одним з основних символів Нової Зеландії є її зелений і чистий (англ. Green and Clean New Zealand) та 100 % чистий (англ. 100% Pure New Zealand) імідж, що старанно оберігається. Саме тому питання захисту і охорони навколишнього середовища є одними з пріоритетних у розвитку країни.
2005 року Нова Зеландія стала першою в світі країною, де було запроваджено вуглецевий податок. Як один з важливих перспективних напрямків Нова Зеландія планує вже до 2020 року стати першою в світі країною, що має нейтральний баланс викиду вуглецю в атмосферу, і таким чином домогтися визнання за собою статусу найчистішої країни в світі.
Законодавство країни визначає близько 60 типів природних територій, що підлягають захисту та збереженню, серед них найбільшими й значущими формами є національні парки (зокрема, морські парки), природні, наукові, екологічні і туристичні заповідники та резервати. У країні створено 14 національних парків(Абель-Тасман, Фіордленд, Тонгаріро та інші), 4 морських парки, 21 морських і прибережних заповідників і більше 3000 резерватів. Загальна площа національних парків, заповідників та природних територій, що знаходяться під захистом, становить близько 6,5 млн га або близько 25 % від загальної території країни.
У країні функціонує кілька ботанічних садів (ботанічний сад Веллінгтона, Данідіна і Крайстчерча) та зоопарків, найбільшим серед яких є відкритий 1922 року Оклендський зоопарк, що утримує понад 170 видів тварин. Крім цього, великі зоопарки відкрито в містах Веллінгтоні та Окленді, і єдиний зоопарк з вільним утриманням тварин працює в Крайстчерчі. Унікальний парк створений недалеко від міста Фангареї, спеціалізується на збереженні тварин підродини великі кішки.
Головним об'єктом туризму в Новій Зеландії є Роторуа — геотермальний курорт на березі однойменного озера, де з-під землі б'ють джерела цілющої мінеральної гарячої води. Тут же знаходиться Інститут маорі, у якому можна познайомитися з культурною спадщиною корінних жителів країни маорі.

### Міста
| Найбільші міста | Населення (2007) | Регіон            | Координати                                                                        | Мапа |
| --------------- | ---------------- | ----------------- | --------------------------------------------------------------------------------- | ---- |
| Окленд          | 1 294 000        | Окленд            | 36°50′48.20″ пд. ш. 174°45′54.59″ сх. д. / 36.8467222° пд. ш. 174.7651639° сх. д. |      |
| Веллінгтон      | 379 000          | Веллінгтон        | 41°17′11.44″ пд. ш. 174°46′34.78″ сх. д. / 41.2865111° пд. ш. 174.7763278° сх. д. |      |
| Крайстчерч      | 378 700          | Кентербері        | 43°31′53.89″ пд. ш. 172°38′11.92″ сх. д. / 43.5316361° пд. ш. 172.6366444° сх. д. |      |
| Гамільтон       | 163 900          | Ваїкато           | 37°47′13.65″ пд. ш. 175°16′58.46″ сх. д. / 37.7871250° пд. ш. 175.2829056° сх. д. |      |
| Данідін         | 114 600          | Отаго             | 45°52′28.41″ пд. ш. 170°30′12.20″ сх. д. / 45.8745583° пд. ш. 170.5033889° сх. д. |      |
| Тауранга        | 114 200          | Бей оф Пленті     | 37°41′03.90″ пд. ш. 176°10′12.25″ сх. д. / 37.6844167° пд. ш. 176.1700694° сх. д. |      |
| Палмерстон-Норт | 78 800           | Манавату-Вангануї | 40°21′20.69″ пд. ш. 175°36′43.88″ сх. д. / 40.3557472° пд. ш. 175.6121889° сх. д. |      |
| Гастінгс        | 64 600           | Хоукіс Бей        | 39°38′36.71″ пд. ш. 176°50′35.50″ сх. д. / 39.6435306° пд. ш. 176.8431944° сх. д. |      |
| Нельсон         | 58 300           | Нельсон           | 41°16′14.83″ пд. ш. 173°17′02.40″ сх. д. / 41.2707861° пд. ш. 173.2840000° сх. д. |      |
| Нейпір          | 57 900           | Хоукіс Бей        | 39°29′11.08″ пд. ш. 176°54′58.61″ сх. д. / 39.4864111° пд. ш. 176.9162806° сх. д. |      |
| Роторуа         | 55 500           | Бей оф Пленті     | 38°07′49.69″ пд. ш. 176°15′01.67″ сх. д. / 38.1304694° пд. ш. 176.2504639° сх. д. |      |
| Нью-Плімут      | 51 000           | Таранакі          | 39°03′28.99″ пд. ш. 174°04′35.16″ сх. д. / 39.0580528° пд. ш. 174.0764333° сх. д. |      |
| Фангареї        | 50 900           | Нортленд          | 35°43′22.46″ пд. ш. 174°19′21.98″ сх. д. / 35.7229056° пд. ш. 174.3227722° сх. д. |      |
| Інверкаргілл    | 47 900           | Саутленд          | 46°24′47.00″ пд. ш. 168°21′24.79″ сх. д. / 46.4130556° пд. ш. 168.3568861° сх. д. |      |
| Вонгануї        | 39 800           | Манавату-Вангануї | 39°55′49.17″ пд. ш. 175°02′51.59″ сх. д. / 39.9303250° пд. ш. 175.0476639° сх. д. |      |
| Гісборн         | 33 600           | Гісборн           | 38°39′58.97″ пд. ш. 178°01′33.42″ сх. д. / 38.6663806° пд. ш. 178.0259500° сх. д. |      |

## Адміністративно-територіальний устрій
Перші європейські переселенці, що влаштувалися в Новій Зеландії, поділили країну на провінції. Для створення більш централізованої системи фінансового управління територіями, поділ країни на провінції було скасовано 1876 року. Внаслідок цього Нова Зеландія досі не має системи внутрішньодержавного адміністративно-територіального поділу схожого з тим, що в інших країнах може називатися провінція, штат, область. Наявна система підпорядкування територій будується на принципах місцевого самоврядування. З 1989 року діє система, побудована на використанні регіональних рад (Regional Council) і територіальних управлінь (Territorial Authorities).

### Адміністративний устрій
Сучасна Нова Зеландія має 5 регіональних рад котрі суміщають і територіальні управління та 12 кількарівневих регіональних рад (в тому числі острови Чатем), які здійснюють місцеве самоврядування та відповідають за проблеми навколишнього середовища й систему регіонального транспорту та у структуру яких входять територіальні управління. Сукупно діє 74 територіальних управління (16 міських рад, 57 місцевих рад і одна острівна) в тому числі 5 регіональних управлінь, що в своєму регіоні відповідають за системи доріг та комунікації, системи життєзабезпечення, виконують нагляд і регулювання в будівництві та ін.
| Regions of New Zealand | #                                                                           | Назва             | Англійською        | Центр           | Площа (тис. км2) | Населення (оц.2013-07-01) | Код (ISO 3166-2) |
| ---------------------- | --------------------------------------------------------------------------- | ----------------- | ------------------ | --------------- | ---------------- | ------------------------- | ---------------- |
| Regions of New Zealand | 1                                                                           | Нортленд          | Northland          | Вангареі        | 13 941           | 158 700                   | NZ-NTL           |
| Regions of New Zealand | 2                                                                           | Окленд*           | Auckland           | Окленд          | 5600             | 1 529 300                 | NZ-AUK           |
| Regions of New Zealand | 3                                                                           | Ваїкато           | Waikato            | Гамільтон       | 25 598           | 418 500                   | NZ-WKO           |
| Regions of New Zealand | 4                                                                           | Бей оф Пленті     | Bay of Plenty      | Вакатан         | 12 447           | 278 100                   | NZ-BOP           |
| Regions of New Zealand | 5                                                                           | Гісборн*          | Gisborne           | Гісборн         | 8351             | 46 700                    | NZ-GIS           |
| Regions of New Zealand | 6                                                                           | Хоукіс Бей        | Hawke's Bay        | Нейпір          | 14 164           | 155 000                   | NZ-HKB           |
| Regions of New Zealand | 7                                                                           | Таранакі          | Taranaki           | Стретфорд       | 7273             | 110 500                   | NZ-TKI           |
| Regions of New Zealand | 8                                                                           | Манавату-Вангануї | Manawatu-Whanganui | Палмерстон Норт | 22 215           | 232 700                   | NZ-MWT           |
| Regions of New Zealand | 9                                                                           | Веллінгтон        | Wellington         | Веллінгтон      | 8124             | 492 500                   | NZ-WGN           |
| Regions of New Zealand | 10                                                                          | Тасман*           | Tasman             | Річмонд         | 9786             | 48 600                    | NZ-TAS           |
| Regions of New Zealand | 11                                                                          | Нельсон*          | Nelson             | Нельсон         | 445              | 46 800                    | NZ-NSN           |
| Regions of New Zealand | 12                                                                          | Марлборо*         | Marlborough        | Бленхайм        | 12 484           | 45 900                    | NZ-MBH           |
| Regions of New Zealand | 13                                                                          | Вест-Кост         | West Coast         | Греймут         | 23 336           | 32 700                    | NZ-WTC           |
| Regions of New Zealand | 14                                                                          | Кантербері        | Canterbury         | Крайстчерч      | 45 346           | 566 000                   | NZ-CAN           |
| Regions of New Zealand | 15                                                                          | Отаго             | Otago              | Дандін          | 31 990           | 213 200                   | NZ-OTA           |
| Regions of New Zealand | 16                                                                          | Саутленд          | Southland          | Інверкаргілл    | 34 347           | 94 800                    | NZ-STL           |
| Regions of New Zealand | * — Регіональні ради, котрі також мають функції територіального управління. |                   |                    |                 |                  |                           |                  |

### Королівство Нової Зеландії

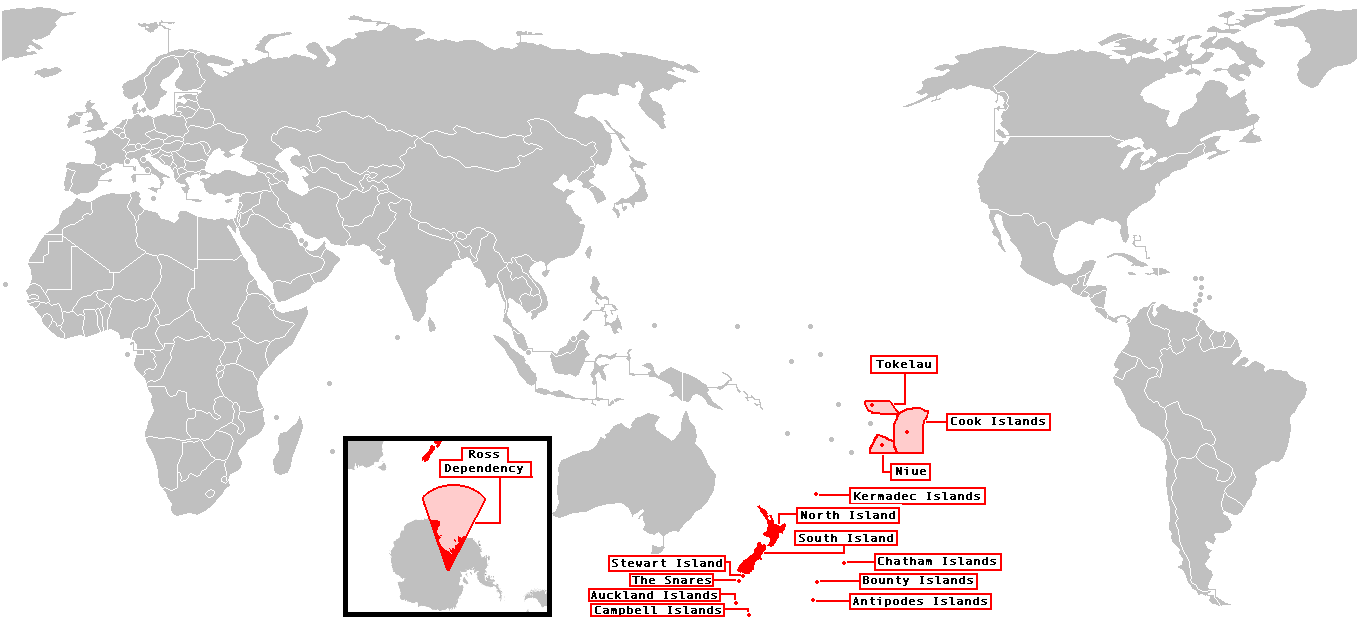
Територія Королівства Нової Зеландії.

Держава Нова Зеландія має одну залежну територію (Токелау). У той же час Нова Зеландія є основним членом Королівства Нова Зеландія — одного з 16 королівств Співдружності. На відміну від інших королівств Співдружності, Королівство Нової Зеландії не є державою і не має міжнародного державного визнання. Термін «Королівство Нової Зеландії» має концептуальний, символічний характер, вказує на єдність історії і моральних цінностей різних країн, держав і територій та на визнання єдиного глави держави. Крім безпосередньо Нової Зеландії до складу королівства входять також Острови Кука, Токелау, Ніуе і антарктична Територія Росса. Острови Кука і Ніуе є незалежними державами, вільно асоційованими з Новою Зеландією. Токелау — залежна територія під управлінням Нової Зеландії. Територія Росса була передана під управління Нової Зеландії Великою Британією у 1923 році і з 1961 року де-факто Нова Зеландія дотримується умов Договору про Антарктику, згідно з яким Антарктида є інтернаціональною територією, що не належить жодній державі.
Мешканці всіх держав і територій, що входять до Королівства, є громадянами Нової Зеландії. Нова Зеландія забезпечує безпеку держав-членів Королівства та представляє їх інтереси на міжнародній арені.
Монарх Нової Зеландії є офіційним главою всіх держав і територій Королівства.

#### Острови Кука

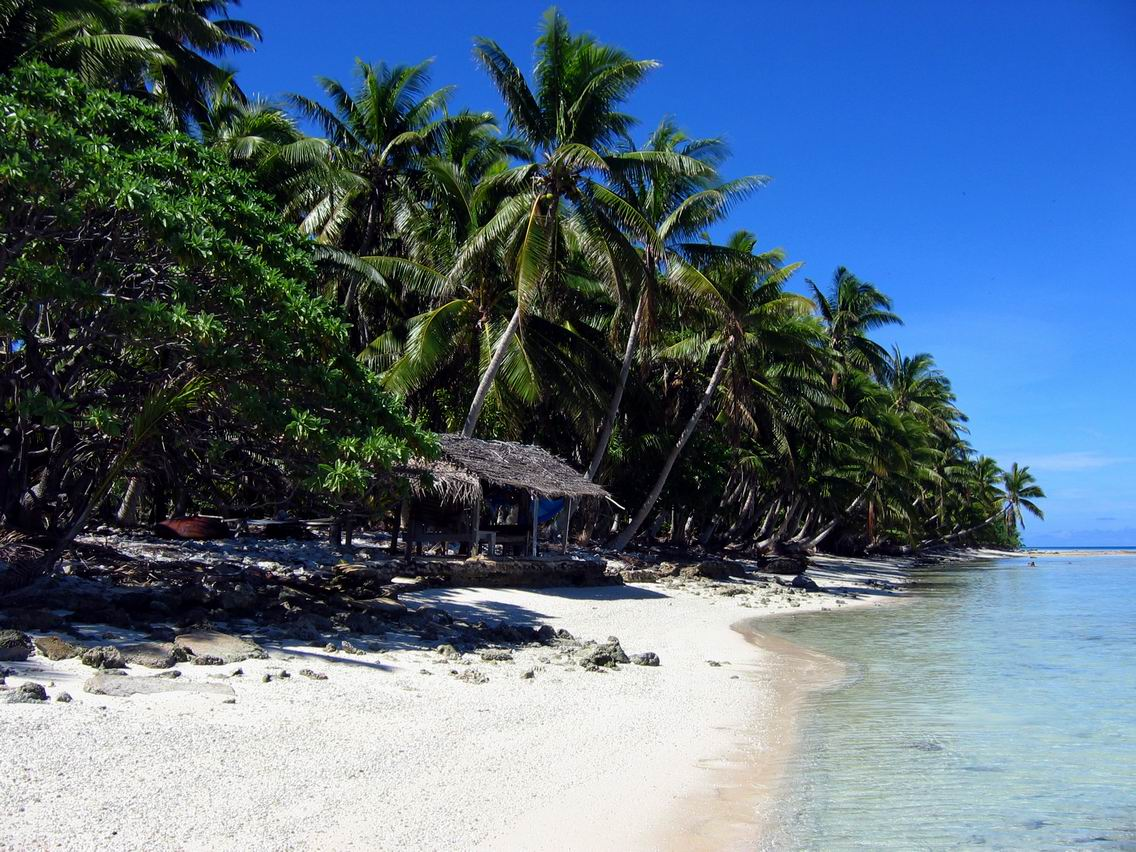
Пляжі Островів Кука — одні з найпопулярніших місць відпочинку новозеландців.

Острови Кука стали залежною територією Нової Зеландії в червні 1901 року в результаті анексії, схваленої парламентом Нової Зеландії у вересні-жовтні 1900 року. Пряме управління Нової Зеландії здійснювалося аж до 1965 року, коли під егідою ООН країна стала на шлях самовизначення. На підставі прийнятої конституції країни, Острови Кука є самоврядними і вільно асоційованими з Новою Зеландією. Нова Зеландія зберігає зобов'язання щодо забезпечення безпеки Островів Кука, але будь-яке військове втручання можливе тільки на підставі рішення уряду Островів Кука. Нова Зеландія також зберігає зобов'язання з міжнародного представництва інтересів Островів Кука, але в наш час[коли?] Острови Кука мають також і власні дипломатичні представництва в 20 країнах світу.

#### Токелау

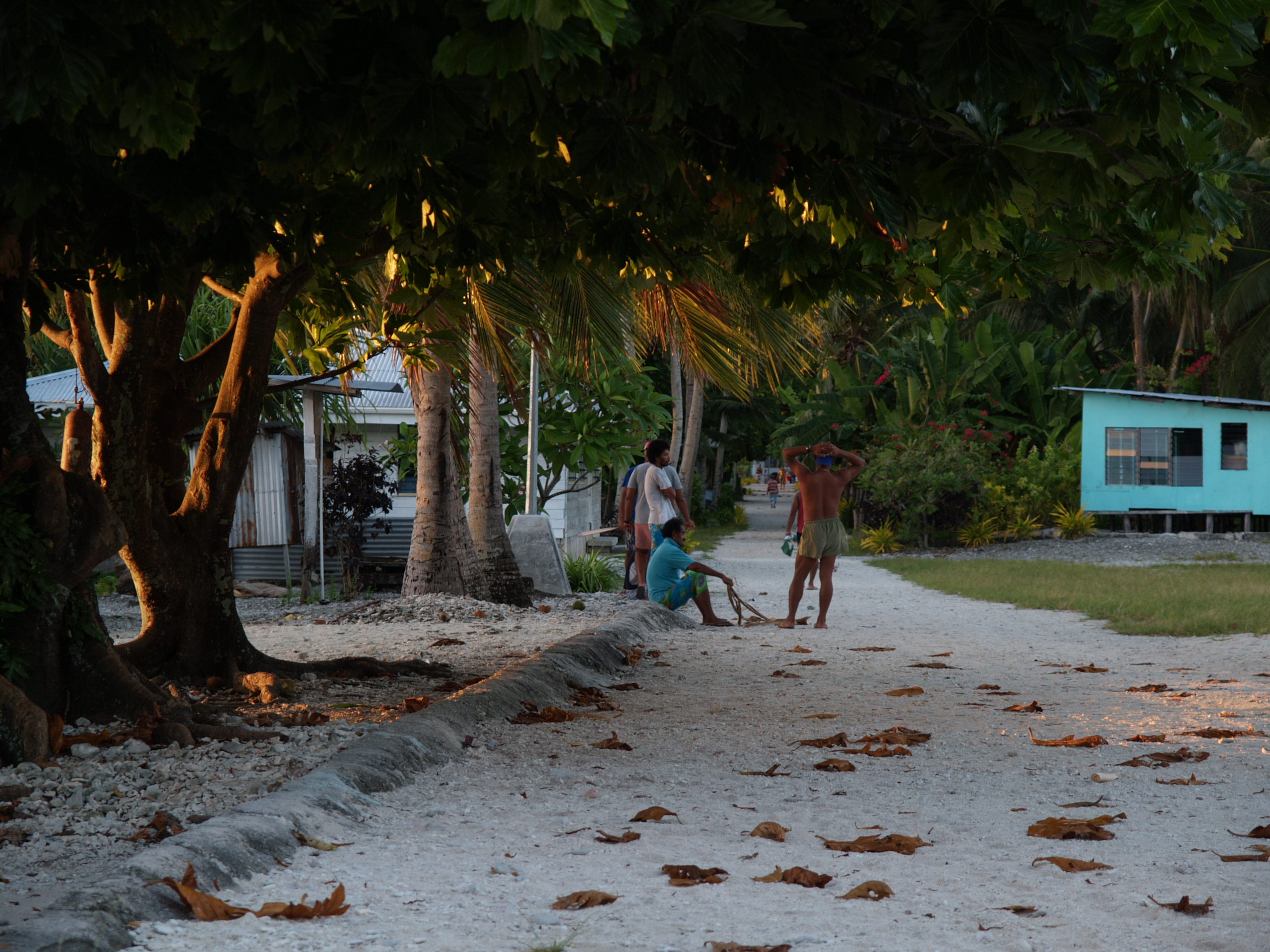
Одна з головних вулиць Атафу, Токелау.

Токелау перейшли в управління Нової Зеландії у 1926 році від Великої Британії, яка анексувала острови 10 роками раніше. В наш час[коли?] це несамоврядована територія під адміністративним контролем Нової Зеландії. У 2006 і 2007 роках цей статус островів був підкріплений результатами референдумів. Але, відповідно до хартії ООН, Токелау та Нова Зеландія продовжують працювати над створенням умов для переходу до повного самовизначення Токелау як незалежної держави, і 2005 року Токелау й Нова Зеландія уклали Договір про вільне об'єднання і розробили проєкт майбутньої Конституції Токелау. Починаючи з 2003 року Токелау самостійно здійснює всі операції з державним бюджетом. На міжнародній арені Нова Зеландія представляє інтереси Токелау, але територія також має власні представництва у деяких міжнародних організаціях.

#### Ніуе

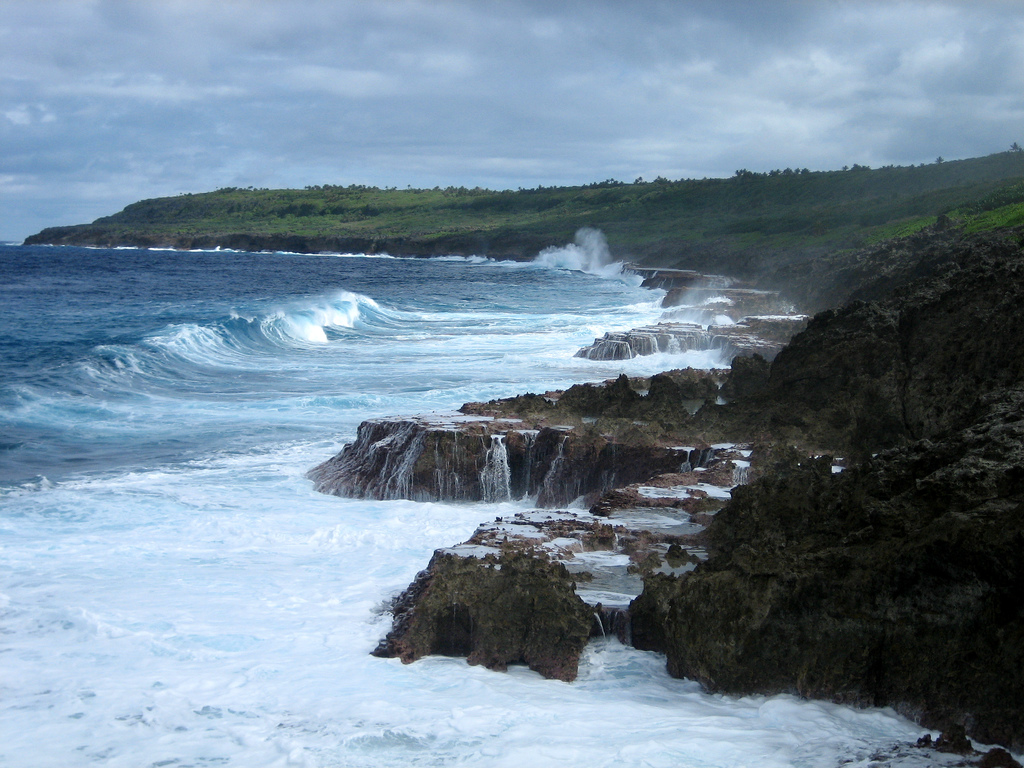
Берегова смуга Ніуе.

Ніуе стала залежною територією Нової Зеландії 1901 року. 1975 року в результаті референдуму, проведеного під егідою ООН, країна здобула незалежність, і відтоді, відповідно до положень власної конституції, є самоврядною державою у вільній асоціації з Новою Зеландією. Хоча Нова Зеландія зберегла зобов'язання з представництва міжнародних інтересів Ніуе, тим не менш, у практиці Ніуе самостійно представляє свої інтереси на міжнародній арені й самостійно бере участь у роботі міжнародних організацій. Нова Зеландія несе відповідальність за забезпечення безпеки Ніуе. Конституція Ніуе передбачає обов'язок для Нової Зеландії надання економічної допомоги країні, і Нова Зеландія є найбільшим донором державного бюджету Ніуе. 2006 і 2007 фінансового року Ніуе почали самостійно адмініструвати свій державний бюджет, але 2008 року бюджет практично повністю позбувся надходжень, крім економічної допомоги від інших держав.

#### Територія Росса

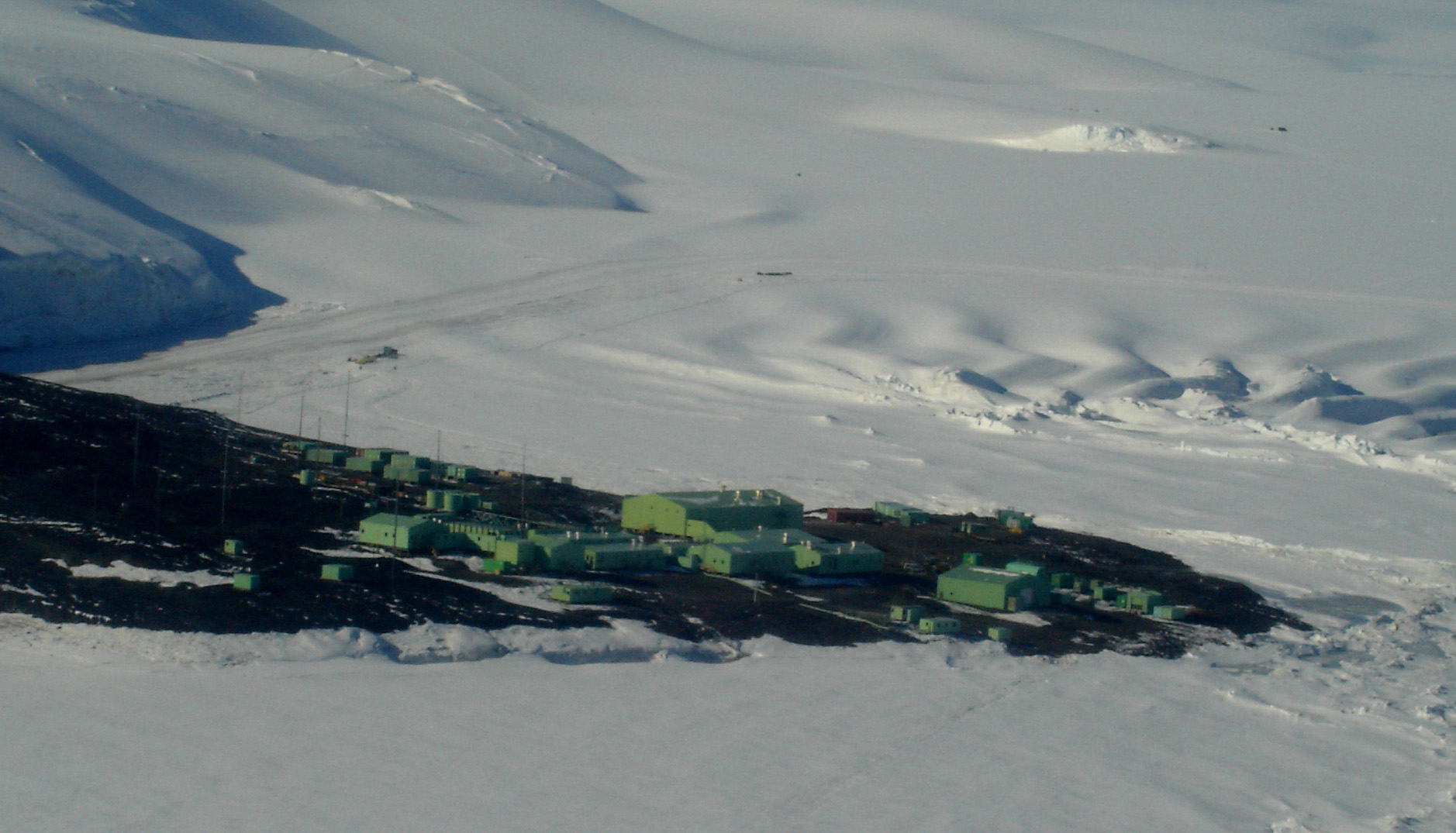
Новозеландська антарктична база Скотт.

Територія Росса перейшла в управління Нової Зеландії 1923 року від Великої Британії, саме тоді було визначено межі цих територій та обумовлено землі й острови, що входять до них: частину Землі Вікторії, шельфовий льодовик Росса, острови Росса, Баллені, Скотт та Рузвельт. На підставі низки державних актів Нова Зеландія поширює свою юрисдикцію на Територію Росса і обмежує води навколо неї як власну ексклюзивну економічну зону. Проте після підписання 1961 року договору про Антарктику, який визнав наявність територіальних претензій ряду держав на землі й води Антарктиди (договір не вирішив ці претензії, але обмежив появу нових), Нова Зеландія де-факто дотримується інтернаціонального статусу материка і обмежує свою юрисдикцію лише територією власної антарктичної станції або розповсюджує її на своїх громадян, які перебувають на континенті. Наукові бази Скотт (Нова Зеландія) та Мак Мердо (США) — єдині населені бази на цій території, що діють протягом усього року.

## Населення
За даними на вересень 2023 року, населення Нової Зеландії становить близько 5,269 млн осіб.
Основну частину населення країни становлять новозеландці європейського походження, здебільшого нащадки вихідців з Великої Британії. За даними перепису населення 2006 року, сумарна частка населення європейського походження становить приблизно 67,6 % від загального населення країни. Представники корінного народу, маорі, складають близько 14,6 % населення. Дві наступні найбільші етнічні групи — представники азійських і полінезійських народів становлять 9,2 % і 6,5 % населення країни відповідно.
Медіанний вік жителів країни становить близько 36 років (половина населення старша за цей вік, половина молодша). 2006 року в країні жило більше 500 осіб, старших 100 років. Цього ж року частка населення у віці до 15 років становила 21,5 %.
Приріст населення 2007 року склав 0,95 %. Загальний коефіцієнт народжуваності в тому ж році склав 13,61 народжень на 1000 осіб населення, а загальний коефіцієнт смертності — 7,54 смертей на 1000 осіб населення.
Велика частина новозеландців постійно (або протягом тривалого часу) мешкає за межами країни. Найбільша новозеландська діаспора живе в Австралії (у 2000 році кількість новозеландців, які живуть в Австралії, становила близько 375 000 осіб) і у Великій Британії (у 2000 році близько 50 000 осіб, при цьому близько 17 % новозеландців мають або британське громадянство, або право на його набуття). Традиційно новозеландці, які живуть за межами країни, підтримують тісні контакти з батьківщиною, і багато з них заслужено належать до видатних представників своєї країни (див. також: Відомі новозеландці).
За даними перепису населення 2006 року, більша частина населення (близько 56 %) сповідує християнство (2001 року таких було 60 %). Найпоширенішими деномінаціями християнства в країні є англіканство, католицизм латинського обряду, пресвітеріанство та методизм. Послідовники сикхізму, індуїзму та ісламу складають наступні найбільші релігійні громади Нової Зеландії. Близько 35 % населення країни в ході перепису не асоціювали себе з якоюсь релігією (2001 року таких було 30 %).

### Автохтонне населення
Вихідці з Полінезії, що почали заселення колись безлюдних островів Нової Зеландії приблизно у XI—XIV століттях, створили основу для формування самобутнього народу й унікальної культури маорі. Перша зустріч маорі й європейців відбулася 1642 року, коли корабель голландського мореплавця Абеля Тасмана підійшов до берегів Нової Зеландії.

#### Сучасна історія

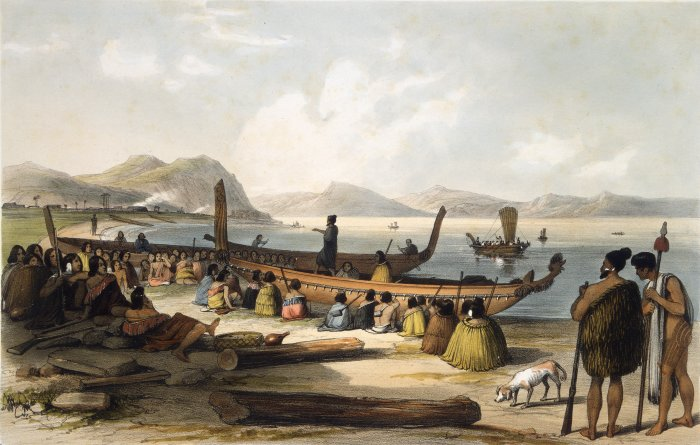
Вождь маорі перед своїм племенем. Малюнок кінця XVIII століття.

Наступна зустріч відбулася лише 1769 року, коли до цих берегів підійшла експедиція Джеймса Кука. Загальна чисельність маорі в цей час становила, імовірно, близько 100 000 осіб. Вже до 1800 року європейські кораблі стали відвідувати Нову Зеландію досить часто, а до 1830 року у Новій Зеландії вже мешкало близько 2000 європейців. Їхнє становище серед маорі не завжди було рівним, багато з них були рабами чи напіврабами, але деякі посідали досить високе місце в ієрархії племен. Маорі традиційно не мали товарно-грошових відносин та торгівлі, але практикували товарообмін. Цю традицію вони поширили і на стосунки з європейськими моряками й китобоями. Одним з основних товарів, якими зацікавились маорі, стала європейська вогнепальна зброя, в результаті чого на початку XIX століття в країні спалахнула серія кривавих міжплемінних сутичок, що дістала назву Мушкетні війни, яка тривала з перервами до 1840 року. Міжплемінні конфлікти, знайомство маорі з алкогольними напоями, а також раніше невідомі хвороби, в основному кір, грип і венеричні захворювання, значно скоротили кількість корінного населення в Новій Зеландії, і 1896 року кількість маорі досягла свого мініміму в сучасній історії — трохи більше 42 000 осіб.

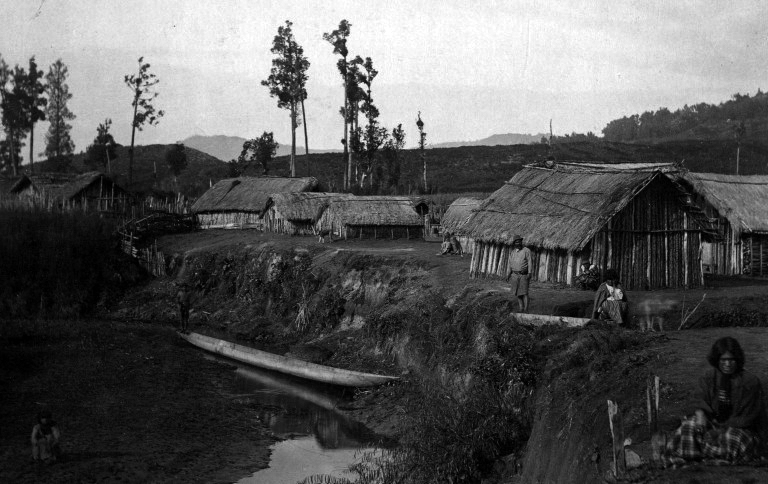
Поселення маорі. Фотографія середини XIX століття.

1840 року Велика Британія й вожді племен маорі досягли угоди та підписали письмовий договір, що дістав назву Договір Вайтангі, відповідно до положень якого маорі передавали Нову Зеландію під опіку Великої Британії, але зберігали свої майнові права, а Велика Британія одержувала виключне право на купівлю у них земельних угідь. У цей період відбувалася активна взаємна інтеграція європейських переселенців, кількість яких зростала, і маорі. Об'єктом торгівлі в основному продовжувала залишатися земля, що належала маорі, але стали виникати й набули розвитку власні ділові починання маорі.
Однією з проблем, що заважала створенню стійких механізмів продажу землі маорі й визначення її вартості стала розбіжність у фундаментальному тлумаченні права на землю між маорі та європейцями, яке посилилося неточністю формулювань перекладу Договору Вайтангі. Історично маорі ніколи раніше не продавали землю, але вожді племен могли передати її в користування тим, кому вона потрібна. Вочевидь, що такий справ кардинально відрізнявся від потреб і намірів європейських поселенців. Все це стало підґрунтям для серії збройних конфліктів між маорі та поселенцями й частинами британської армії в період між 1845 і 1872 роками, які дістали назву Новозеландські земельні війни. Більше 2000 маорі загинуло в цих зіткненнях. Результатом зіткнень стала конфіскація адміністрацією країни більше 14 000 км² земель маорі як покарання за підняті ними повстання.

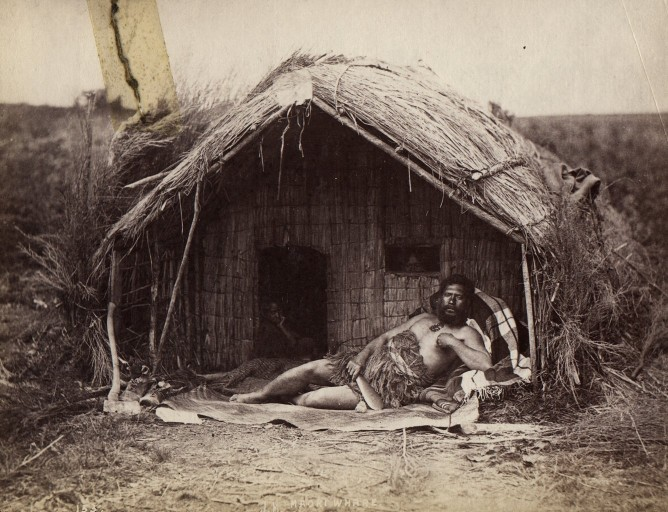
Сім'я маорі. Фотографія кінця XIX століття.

На початку 60-х років XIX століття кількість маорі та європейців у Новій Зеландії майже зрівнялася — близько 60 000 тих і тих. Аж до 20-х років XX століття кількість маорі або знижувалося, або залишалася на незмінному рівні, а кількість європейців 1921 року становила вже 1 200 000 осіб.
Незважаючи на значне зменшення своєї частки в суспільстві, маорі продовжували багато в чому залишатися соціально незалежними, хоча легко адаптувалися до умов європейської цивілізації. Стали з'являтися значні політики та підприємці з маорі. 1858 року на підставі спеціально підготовленого Указу в країні була відкрита субсидувана державою система шкіл для дітей маорі. 1865 року діяльність системи було припинено як покарання за Земельні війни, але двома роками пізніше її було відновлено. Аж до 1928 року в країні існували окремі програми навчання для маорі й для європейців. А з 1935 року освіта стала обов'язковою (до 15 років) і безкоштовною.
Починаючи з 1867 року маорі мають постійно зарезервовану квоту місць у Парламенті країни, обрання на які відбувається окремим голосуванням тільки серед маорі. Станом на 2008 рік сім місць (із загальних 69) належали таким членам Парламенту. Також маорі можуть обиратися до Парламенту й на основі загального голосування.
1900 року держава оголосила про створення програми з поліпшення охорони здоров'я маорі.
1928 року в уряді країни з'явився перший міністр маорі.
У період Другої світової війни, попри те, що військовий обов'язок у Новій Зеландії не поширювалася на маорі, багато їх вступили в діючі підрозділи Збройних сил Нової Зеландії як добровольці і брали участь у бойових діях в Єгипті, в Італії і в Греції.
У 40-х — 70-х роках XX століття почався активний процес урбанізації маорі, і починаючи з цього періоду більша частина маорі мешкає в містах. У 60-х — 70-х роках того ж століття у зв'язку із загальним поліпшенням рівня освіти маорі і поліпшенням їх добробуту почалися процеси зростання національної самосвідомості, що призвело до необхідності визнання ролі маорі в розвитку і становленні країни. 1975 року було ухвалено державний указ, що закріплював статус Договору Вайтангі, і на основі його починаючи з 1977 року в країні став діяти Суд Вайтангі, що розглядає справи, пов'язані з поверненням земель та інших ресурсів і визначенням компенсацій за збитки, завдані народу маорі починаючи з періоду Земельних воєн. Суд Вайтангі не є судово-юридичною інстанцією, але створює механізм консультацій і переговорів між урядом країни й маорі у вище зазначених питаннях. Станом на 2008 рік сума виплачених компенсацій становила понад 900 млн новозеландських доларів.
1987 року мова маорі стала однією з державних мов Нової Зеландії.

#### Сучасне демографічне становище

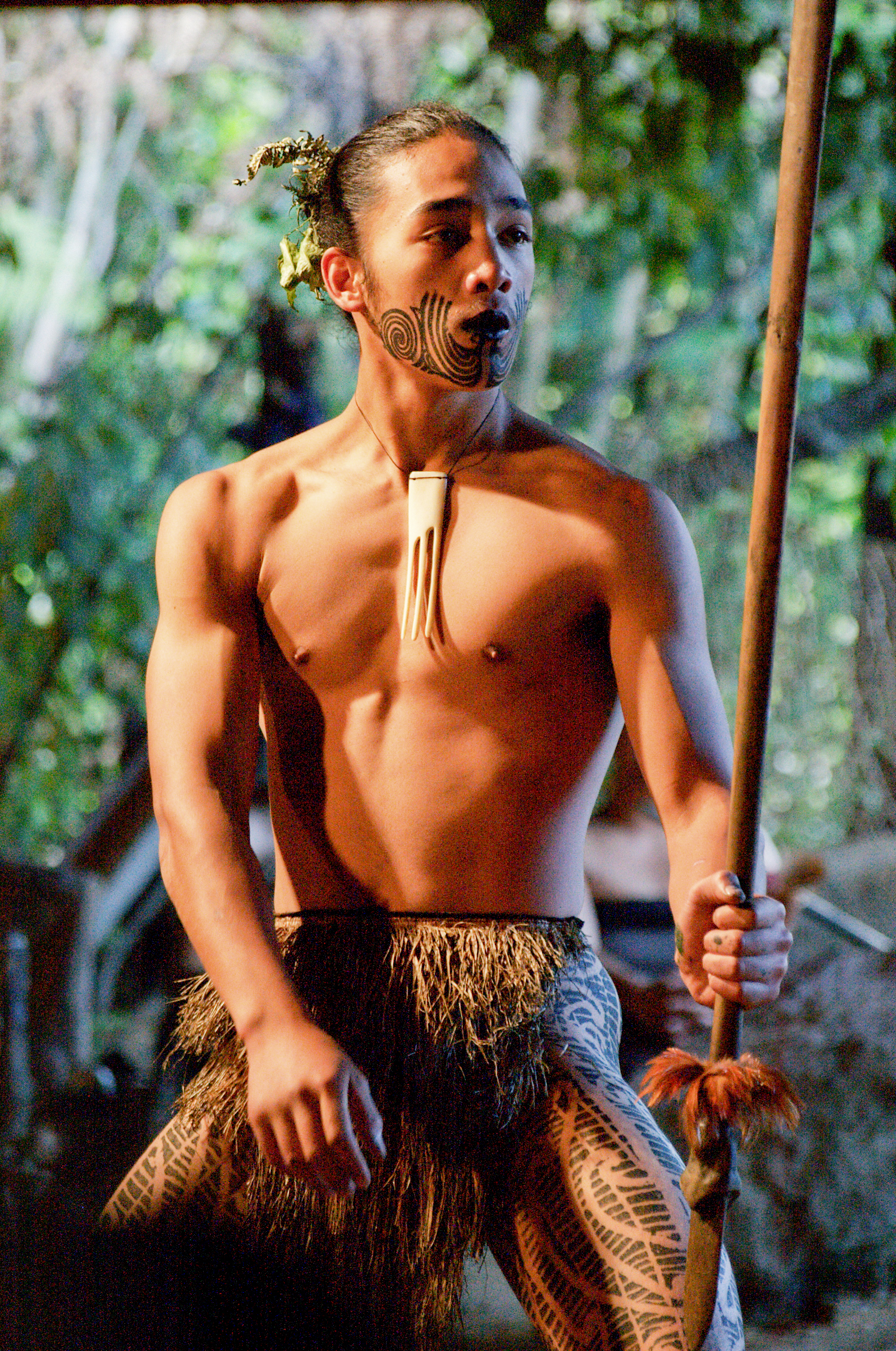
Сучасний етнографічний виступ маорі

Інформація даного розділу наводиться за даними перепису населення Нової Зеландії 2006.
Маорі становлять 14,6 % населення країни. Загальна їх кількість — 565 329 осіб. За 15 років (1991—2006 роки) чисельність цього народу в країні зросла майже на 30 %. Близько 47 % серед них є нащадками змішаних шлюбів (в основному з європейцями). 51 % маорі, що мешкають у Новій Зеландії, — чоловіки, 49 % — жінки. З них 35 % — діти молодше 15 років. Середній вік маорі, що мешкають у Новій Зеландії, — близько 23 років. При цьому, середній вік жінок трохи більший за 24 роки, а середній вік чоловічого населення — трохи більше 21 року.
Близько 87 % маорі мешкають на Північному острові і близько 25 % живуть у місті Окленд або в його передмістях. Найбільша концентрація представників цього народу спостерігається на острові Чатем.
23 % можуть вільно спілкуватися мовою маорі. Близько 25 % не володіють нею взагалі.
Близько 4 % маорі мають університетську освіту (або вище). Близько 39 % усього населення маорі мають постійну роботу в режимі повної зайнятості.

#### Соціально-економічні проблеми
Станом на 2008 рік маорі становили близько 50 % осіб, що перебувають у місцях позбавлення волі, а 42 % кримінальних подій у країні трапляється за участю маорі. Маорі серед усіх етнічних груп Нової Зеландії зберігають найвищий рівень безробіття, мають найменшу тривалість життя і найвищий рівень захворюваності.
Див. також: полінезійський період історії, Мова маорі і Традиційне мистецтво маорі.

### Мови спілкування
Англійська мова, мова маорі і новозеландська жестова мова є офіційними мовами країни.
Англійська мова є основною мовою спілкування, і 96 % населення країни вживають її як таку. Більшість книг, газет і журналів видається нею, вона ж переважає в радіомовленні та на телебаченні. Мова маорі є другою державною мовою. У 2006 році мова глухонімих (New Zealand Sign Language) набула статусу третьої державної мови.
Новозеландський діалект англійської мови близький до австралійського, але зберіг у собі набагато більший вплив англійської мови південних регіонів Англії. Разом з тим, він набув деякі характерні особливості шотландського та ірландського акценту. Певний вплив на вимову надала мова маорі й деякі слова цієї мови увійшли до повсякденного спілкування багатонаціональної спільноти країни.
Крім цього, в країні живуть представники ще 171 мовної групи. Найуживаніші мови після англійської та маорі — самоанська мова, французька, гінді та китайська. Українська мова та інші слов'янські мови маловживані у зв'язку з малою чисельністю населення, для якого ці мови є рідними.

#### Мова маорі

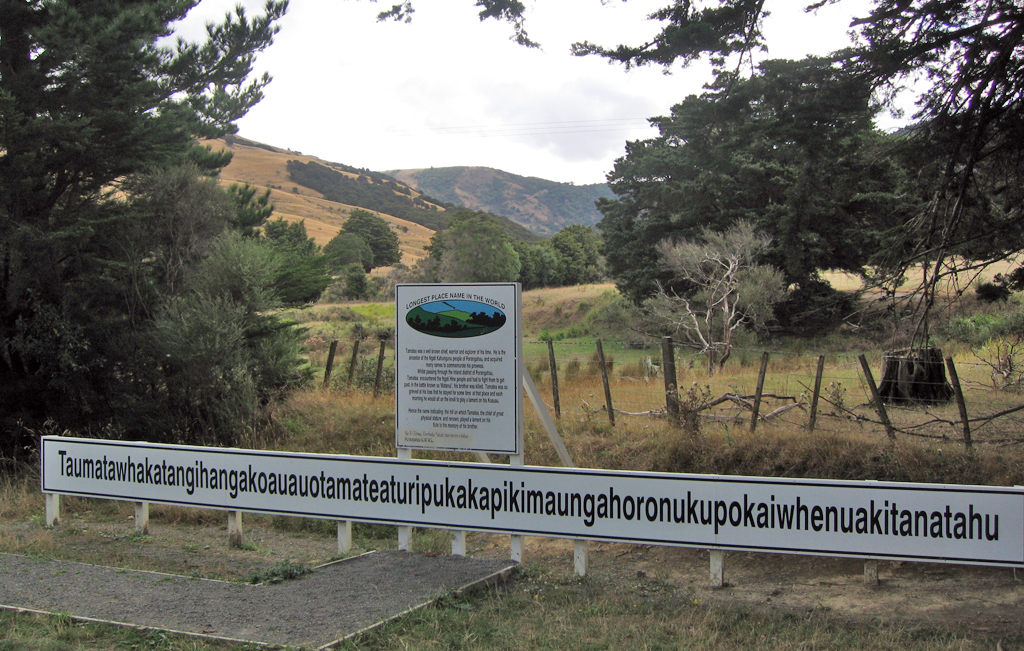
Покажчик з найдовшим топонімом у світі — назва гори мовою маорі, для стислості іменованої Таумата

Статус офіційної мови мові маорі (самоназва Te Reo Māori, те-рео-маорі) надано 1987 року. Її використання стало обов'язковим у назвах державних департаментів та установ, а вживання її без обмежень стало можливим для співробітників і відвідувачів усіх державних служб, у судах, у громадських лікарнях, а також у підрозділах збройних сил. Вивчення основ мови маорі є обов'язковим курсом шкільних програм, а деякі навчальні заклади ведуть навчання двома мовами. Багато географічних назв у Новій Зеландії зберегли свої корені мовою маорі.
Мова належить до східнополінезійської групи мов. Рідною для себе її вважають близько 150 тисяч осіб.

#### Новозеландська жестова мова
2006 року новозеландській жестовій мові було надано статус третьої офіційної мови країни. Новозеландська жестова мова — це мова, що виникла природно і яка вживається глухими або людьми зі слабким слухом з метою комунікації. Основою її послужила британська жестова мова, і її визнають одним з діалектів британської й австралійської жестових мов. У щоденному спілкуванні за даними 2006 року жестову мову вживали більше 25 тисяч осіб.

### Культура та спорт
Важливим елементом культури остров'ян та фактором утворення нації є регбі. Збірна Нової Зеландії з регбі — All Blacks — є першим номером на світовій арені й відіграє у Новій Зеландії роль, подібну до релігії. У регбі тут грають усі, починаючи з трирічного віку. Регбі на островах усюди — у парках, на пляжах, на телеекранах, у пресі та ін.
Регбі посідає настільки домінуюче місце в культурі, що його не можна порівняти ні з якою країною світу, за винятком хіба що Уельсу.
Перша гра в Новій Зеландії відбулася ще 1870 року, у місті Нельсон, де зустрілися команди місцевого коледжу та регбійного клубу.
Тур збірної 1905 року до Великої Британії набув майже міфологічного статусу, бо тоді Велика Британія була домінантою у світовій політиці. Перемогу новозеландців над британськими командами було використано політиками для пропагування доброчесного, здорового та мужнього способу життя.
Відтоді регбі був неймовірно успішним. Рання новозеландська культура була дуже чоловічою — внаслідок значної переваги чоловіків над жінками, тому недивно, що такий чоловічий спорт став настільки важливим у житті суспільства. Регбійний клуб став сутністю малих громад. Зацікавлений у спорті, чи ні — все одно кожен ходить до клубу. Він фактично став центром громади.
Література Нової Зеландії представлена в українських перекладах лише поодинокими з'явами. Варто згадати публікацію поетичної добірки сучасної новозеландської поезії в журналі «Всесвіт» у перекладах Ганни Яновської. Окремими книгами вийшли переклади Ганни Яновської творів таких авторів, як Селіна Тусітала Марш та Альберт Вендт.

## Інтернет-ресурси
- Таємниці Нової Зеландії? Історія народу Маорі